# Verbindungsbahn (Stuttgart)
| Stadtmitte | |                                                                                   |                                                                                   |
| Streckennummer (DB): | 4861 (Stuttgart Hbf–Filderstadt) 4805 (Stuttgart Hbf tief–Stuttgart Nordbahnhof) 4864, 7745 (Wendeschleife) |                                                                                   |                                                                                   |
| Kursbuchstrecke (DB): | 790.1–6 |                                                                                   |                                                                                   |
| Streckenlänge: | 9,4 km |                                                                                   |                                                                                   |
| Spurweite: | 1435 mm (Normalspur)                                                                                        |                                                                                   |                                                                                   |
| Streckenklasse: | D4 |                                                                                   |                                                                                   |
| Stromsystem: | 15 kV 16,7 Hz ~                                                                                             |                                                                                   |                                                                                   |
| Maximale Neigung: | 38 ‰ |                                                                                   |                                                                                   |
| Streckengeschwindigkeit: | 100 km/h |                                                                                   |                                                                                   |
| Zugbeeinflussung: | PZB |                                                                                   |                                                                                   |
| Zweigleisigkeit: | durchgehend                                                                                                 |                                                                                   |                                                                                   |
| | |                                                                                   |                                                                                   |
| \| \| \| von Bietigheim-Bissingen \| \| \| \| \| Stuttgart Nordbf \| \| \| \| \| von Plochingen \| \| \| \| \| Nordkreuz (geplant) \| \| \| \| \| von Horb \| \| \| \| \| \| \| \| \| \| Rosensteintunnel (in Bau) \| \| \| \| 1,794 \| Stuttgart Mittnachtstraße (in Bau) \| Stuttgart Mittnachtstraße (in Bau) \| \| \| −0,803 \| Stuttgart Hbf Em Wolframstraße (Bft) \| Stuttgart Hbf Em Wolframstraße (Bft) \| \| \| \| nach Stuttgart Hbf \| \| \| \| \| nach Stuttgart Hbf \| \| \| \| −0,498 \| Nordportal S-Bahn-Tunnel Stuttgart City \| Nordportal S-Bahn-Tunnel Stuttgart City \| \| \| 0,406−0,379 \| Einfädelung (in Bau) \| Einfädelung (in Bau) \| \| \| 0,089 \| Stuttgart Hbf tief (Bft) \| 227,00 m \| \| \| 1,059 \| Stuttgart Stadtmitte \| 244,10 m \| \| \| 1,744 \| Stuttgart Feuersee \| 256,97–262,09 m \| \| \| 2,472 \| Stuttgart Schwabstraße \| 276,56–277,15 m \| \| \| \| \| \| \| \| \| Ein-/Ausfädelung Wendeschleife Beginn bergmännisch vorgetriebener Hasenbergtunnel \| \| \| \| \| \| \| \| \| \| Stuttgart Schwabstraße Wende (Bft) \| \| \| \| 3,240 \| Wendeschleife \| Wendeschleife \| \| \| 3,260 \| Bahnstrecke Stuttgart–Horb \| Bahnstrecke Stuttgart–Horb \| \| \| 7,465 \| Stuttgart Universität \| Stuttgart Universität \| \| \| 8,290 \| Südportal Hasenbergtunnel \| Südportal Hasenbergtunnel \| \| \| \| \| \| \| \| 8,40013,900 \| Panoramabahn von Stuttgart Hbf (höhenfrei) ab hier Richtungsbetrieb \| Panoramabahn von Stuttgart Hbf (höhenfrei) ab hier Richtungsbetrieb \| \| \| \| \| \| \| \| 14,134 \| Stuttgart Österfeld \| Stuttgart Österfeld \| \| \| \| nach Horb und nach Filderstadt \| \| \| \| \| \| \| \| Quellen: [1][2][3][4][5][6] \| \| \| \| | |                                                                                   |                                                                                   |
| Strecke von rechts | | von Bietigheim-Bissingen                                                          | von Bietigheim-Bissingen                                                          |
| S-Bahn-Halt | | Stuttgart Nordbf                                                                  | Stuttgart Nordbf                                                                  |
| Strecke · Strecke von links | | von Plochingen                                                                    | von Plochingen                                                                    |
| Abzweig geradeaus und ehemals nach links · Strecke quer (außer Betrieb) · Abzweig geradeaus und ehemals nach rechts | | Nordkreuz (geplant)                                                               | Nordkreuz (geplant)                                                               |
| Kreuzung links (Strecke geradeaus außer Betrieb) · Abzweig von links und von rechts · Abzweig ehemals geradeaus und nach rechts | | von Horb                                                                          | von Horb                                                                          |
| Tunnelanfang (Strecke außer Betrieb) · Strecke · Tunnelanfang (Strecke außer Betrieb) | |                                                                                   |                                                                                   |
| Abzweig geradeaus und von links (Strecke außer Betrieb) (im Tunnel) · Kreuzung mit Tunnelstrecke (Querstrecke außer Betrieb) · Strecke nach rechts (außer Betrieb) (im Tunnel) | | Rosensteintunnel (in Bau)                                                         | Rosensteintunnel (in Bau)                                                         |
| S-Bahnhof (Strecke außer Betrieb) (im Tunnel) · Strecke | 1,794 | Stuttgart Mittnachtstraße (in Bau)                                                | Stuttgart Mittnachtstraße (in Bau)                                                |
| Strecke (außer Betrieb) (im Tunnel) · Dienststation / Betriebs- oder Güterbahnhof | −0,803 | Stuttgart Hbf Em Wolframstraße (Bft)                                              | Stuttgart Hbf Em Wolframstraße (Bft)                                              |
| Strecke (außer Betrieb) (im Tunnel) · Abzweig geradeaus und nach links | | nach Stuttgart Hbf                                                                | nach Stuttgart Hbf                                                                |
| Strecke (außer Betrieb) (im Tunnel) · Abzweig geradeaus und nach rechts | | nach Stuttgart Hbf                                                                | nach Stuttgart Hbf                                                                |
| Strecke (außer Betrieb) (im Tunnel) · Tunnelanfang | −0,498 | Nordportal S-Bahn-Tunnel Stuttgart City                                           | Nordportal S-Bahn-Tunnel Stuttgart City                                           |
| Strecke nach links (außer Betrieb) (im Tunnel) · Abzweig geradeaus und ehemals von rechts (im Tunnel) | 0,406−0,379                                                                                                 | Einfädelung (in Bau)                                                              | Einfädelung (in Bau)                                                              |
| S-Bahnhof (im Tunnel) | 0,089 | Stuttgart Hbf tief (Bft)                                                          | 227,00 m                                                                          |
| S-Bahn-Halt (im Tunnel) | 1,059 | Stuttgart Stadtmitte                                                              | 244,10 m                                                                          |
| S-Bahn-Halt (im Tunnel) | 1,744 | Stuttgart Feuersee                                                                | 256,97–262,09 m                                                                   |
| S-Bahnhof (im Tunnel) | 2,472 | Stuttgart Schwabstraße                                                            | 276,56–277,15 m                                                                   |
| | |                                                                                   |                                                                                   |
| Strecke von links (im Tunnel) · Abzweig geradeaus, nach links und nach rechts (im Tunnel) · Strecke von rechts (im Tunnel) | | Ein-/Ausfädelung Wendeschleife Beginn bergmännisch vorgetriebener Hasenbergtunnel | Ein-/Ausfädelung Wendeschleife Beginn bergmännisch vorgetriebener Hasenbergtunnel |
| | |                                                                                   |                                                                                   |
| Strecke (im Tunnel) · Strecke (im Tunnel) · Dienststation / Betriebs- oder Güterbahnhof (im Tunnel) | | Stuttgart Schwabstraße Wende (Bft)                                                | Stuttgart Schwabstraße Wende (Bft)                                                |
| Strecke nach links (im Tunnel) · Kreuzung mit Tunnelstrecke (im Tunnel) · Strecke nach rechts (im Tunnel) | 3,240 | Wendeschleife                                                                     | Wendeschleife                                                                     |
| Kreuzung mit oberirdischer Strecke (im Tunnel) | 3,260 | Bahnstrecke Stuttgart–Horb                                                        | Bahnstrecke Stuttgart–Horb                                                        |
| S-Bahn-Halt (im Tunnel) | 7,465 | Stuttgart Universität                                                             | Stuttgart Universität                                                             |
| Tunnelende | 8,290 | Südportal Hasenbergtunnel                                                         | Südportal Hasenbergtunnel                                                         |
| | |                                                                                   |                                                                                   |
| Abzweig geradeaus und von links | 8,40013,900                                                                                                 | Panoramabahn von Stuttgart Hbf (höhenfrei) ab hier Richtungsbetrieb               | Panoramabahn von Stuttgart Hbf (höhenfrei) ab hier Richtungsbetrieb               |
| | |                                                                                   |                                                                                   |
| S-Bahn-Halt | 14,134 | Stuttgart Österfeld                                                               | Stuttgart Österfeld                                                               |
| Strecke | | nach Horb und nach Filderstadt                                                    | nach Horb und nach Filderstadt                                                    |
| | |                                                                                   |                                                                                   |
| Quellen: | |                                                                                   |                                                                                   |

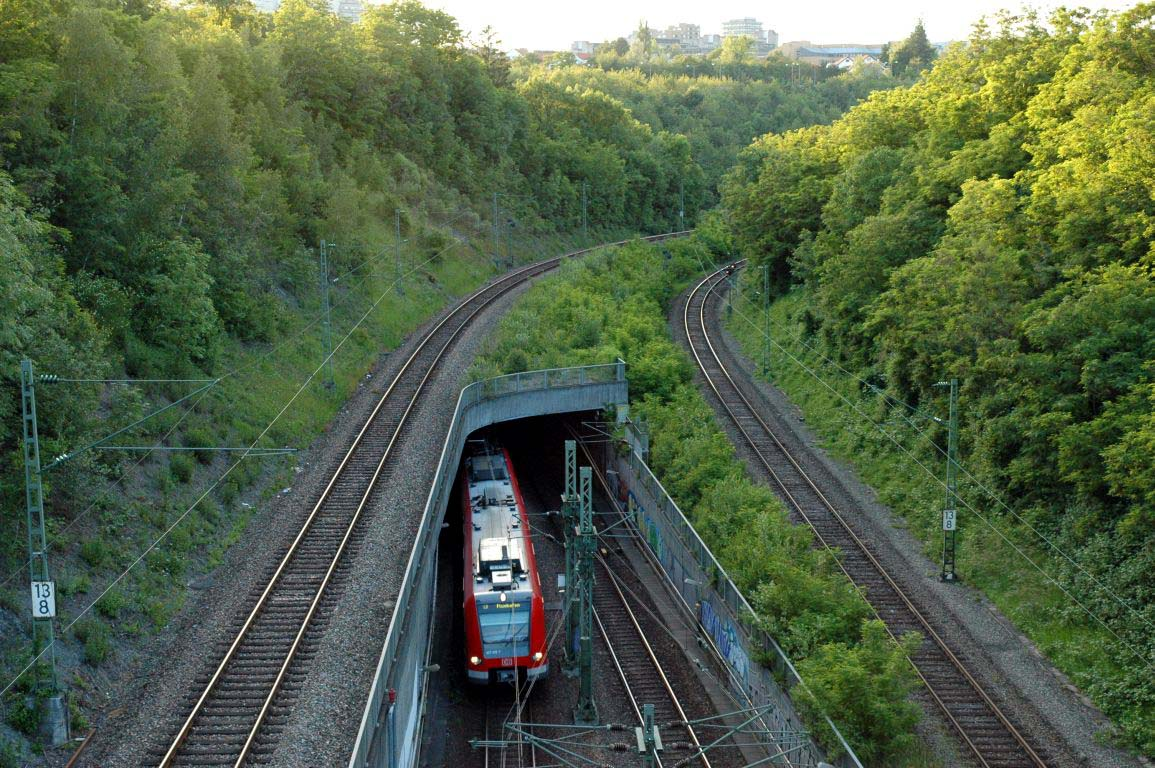
S-Bahn-Triebwagen am Südportal des Hasenbergtunnels, darüber die Gleise der Bahnstrecke Stuttgart–Horb (Juni 2005). Im Hintergrund die Universität.

Als Verbindungsbahn (auch S-Bahn-Stammstrecke Stuttgart) wird die im Tunnel verlaufende Strecke der Stuttgarter S-Bahn zwischen der Rampe Hauptbahnhof und dem Portal beim an der Bahnstrecke Stuttgart–Horb gelegenen Haltepunkt Österfeld bezeichnet. Sie verbindet unterirdisch den Stuttgarter Talkessel mit der Filderhochebene. Der Begriff entstand in der Planungszeit der Strecke in den 1960er-Jahren, als ähnliche Projekte für die S-Bahn München und die S-Bahn Rhein-Main ebenfalls Verbindungsbahn genannt wurden.
Der Tunnel besteht aus zwei Abschnitten: der unter dem Talkessel verlaufenden rund 2,6 Kilometer langen Stammstrecke der S-Bahn zwischen den Stationen Hauptbahnhof und Schwabstraße sowie dem rund 5,5 Kilometer langen Hasenbergtunnel, der zur Filderebene hinaufführt.
Er ist mit einer Länge von insgesamt 8.788 Metern der längste S-Bahn-Tunnel Deutschlands und war von 1985 bis zur Eröffnung des Landrückentunnels (1988) der längste Eisenbahntunnel in Deutschland. Durch das Schienenverkehrsprojekt Stuttgart 21 ist eine nördliche Verlängerung des Tunnels zum Bahnhof Stuttgart Mittnachtstraße in Bau. Dadurch wird der Tunnel, ab der für Juli 2027 geplanten Inbetriebnahme der Tunnelverlängerung, eine Länge von 9.818 Metern aufweisen.
Der erste Abschnitt wurde in den Jahren 1971 bis 1978 zum großen Teil in offener Bauweise errichtet, lediglich bei der Wendeschleife und bei einem kurzen Abschnitt zwischen Hauptbahnhof und Stadtmitte fand die bergmännische Bauweise Anwendung. Der zweite Abschnitt wurde von 1979 bis 1985 mit Ausnahme der Station Universität in bergmännischer Bauweise erstellt.
Die Stationen der Strecke werden von 153.000 Reisenden und Besuchern täglich genutzt (Stand: 2015). Nach anderen Angaben steigen zwischen Feuersee und Hauptbahnhof täglich 240.000 Fahrgäste ein und aus, davon 140.000 am Hauptbahnhof. Mit Inbetriebnahme von Stuttgart 21 sollen diese Zahlen um etwa 20 Prozent zurückgehen. Zwischen Schwabstraße und Hauptbahnhof wurden 2016 rund 250.000 der täglich insgesamt 800.000 Ein- und Ausstiege gezählt. 2021 wurden 19,2 Millionen Fahrgäste zwischen Hauptbahnhof und Schwabstraße befördert. 2019 waren es 40,8 Millionen. Im Jahr 2030 soll der am stärksten belastete Abschnitt im S-Bahn-Netz, mit 147.200 Fahrgästen pro Tag, zwischen Hauptbahnhof und Mittnachtstraße liegen. Zwischen Hauptbahnhof und Stadtmitte werden dann 127.800 Fahrgäste erwartet.

## Geschichte

### Planung
Der Stuttgarter Oberbürgermeister Arnulf Klett schlug in einem Brief vom 11. Juli 1949 an die Deutsche Reichsbahn im Vereinigten Wirtschaftsgebiet eine rund 1200 Meter lange Tunnelstrecke vom Hauptbahnhof zum südlich des Rotebühlplatzes gelegenen Alten Postplatz vor und bot eine finanzielle Beteiligung der Stadt an. Er sollte den seit 1933 mit Elektrotriebwagen betriebenen Stuttgarter Vorortverkehr aufnehmen.
Daraufhin ließ die Deutsche Bundesbahn eine Untersuchung erstellen, die 1956 in einer Denkschrift in der Zeitschrift „Die Bundesbahn“ veröffentlicht wurde. Die Pläne sahen erstmals eine Weiterführung der Strecke bis zur Bahnstrecke Stuttgart–Horb vor, um auch im süd- und südwestlichen Umland schnelle Verbindungen für Pendler anbieten zu können. Dazu wurden drei Varianten von 40 bis 50 ‰ steilen Strecken zwischen Stuttgart Hauptbahnhof und -Vaihingen vorgeschlagen. Die zwischen 5,1 und 8,7 Kilometer langen Strecken sollten in einer Fahrzeit von 11 bis 21 Minuten bewältigt werden können. Fahrzeuge der Baureihe ET 30 waren für den Betrieb vorgesehen. Eine viergleisige unterirdische Station Stadtmitte sollte unter der damals neu entstehenden Theodor-Heuss-Straße entstehen, wo die Hälfte der vom Hauptbahnhof kommenden Züge wenden sollten. Auch die Station unter dem Hauptbahnhof sollte viergleisig ausgeführt werden, nach einem eine flexible Betriebsführung ermöglichenden Konzept, das später beim S-Bahnhof unter dem Frankfurter Hauptbahnhof verwirklicht wurde. Eine weitere unterirdische Station war unter dem Namen Schwabstraße für den Stuttgarter Westen geplant.
Die Verbindungsbahn fand auch Eingang in den Generalverkehrsplan der Stadt Stuttgart von 1962 bzw. 1965 sowie den Generalverkehrsplan des Landes-Baden-Württemberg von 1965. 1964 legte das Baseler Institut Prognos ein im Auftrag der Stadt erstelltes Prognosegutachten vor.
Am 8. Dezember 1964 unterbreitete die Bundesbahndirektion Stuttgart der DB-Hauptverwaltung als Ergebnis verkehrlicher, baulicher und betrieblicher Untersuchungen einen detaillierten Vorschlag für den Bau einer Verbindungsbahn. In dessen Folge erhielt die Bundesbahndirektion Stuttgart am 6. Juli 1965 den Auftrag, diese Verbindungsbahn zu planen. Ende der 1960er Jahre lagen die überschlägig ermittelten Baukosten der Verbindungsbahn zwischen der Rampe am Hauptbahnhof und Stuttgart-Dachswald, zum Preisstand von 1966, bei 465 Millionen DM.
In der Finanzierungsfrage gab es zunächst keinen Fortschritt. 1964 veröffentlichte die Bundesbahn einen Planungsbericht, der sich gegenüber der Denkschrift von 1955 in folgenden Hauptpunkten unterschied:
- für die Stationen Hauptbahnhof und Stadtmitte waren nur noch drei Gleise vorgesehen
- der Tunnel zum Anschluss an die Bahnstrecke Stuttgart–Horb sollte gestreckt und die Steigung somit auf 35 ‰ reduziert werden. Beim Vaihinger Wohngebiet Dachswald sollte die Strecke in die Bahnstrecke Stuttgart–Horb münden, wo auch ein Haltepunkt entstehen sollte, der den einen Kilometer entfernten Standort Pfaffenwald der Universität Stuttgart bedienen sollte.

1967 entschied sich die Stadt Stuttgart, auf eine zuvor geplante Unterpflasterstraßenbahn parallel zur Verbindungsbahn zu verzichten und die Erschließung des Gebiets der Verbindungsbahn zu überlassen. Dazu wurde eine zusätzliche Station Feuersee zwischen Stadtmitte und Schwabstraße eingeplant. Um die Bedienqualität zu verbessern, sollten alle vom Hauptbahnhof kommenden Züge alle Stationen bis Schwabstraße bedienen. Daraufhin entwickelte die Bundesbahn im selben Jahr die später verwirklichte Betriebskonzeption für den Innenstadttunnel:
- Zwei Gleise mit Inselbahnsteig auf allen Stationen Hauptbahnhof, Stadtmitte, Feuersee und Schwabstraße. Die Bundesbahn hob die für die Fahrgäste hohe Übersichtlichkeit und die Umsteigemöglichkeiten am selben Bahnsteig hervor.
- Wendeschleife mit Überholmöglichkeit im Anschluss an die Station Schwabstraße. In Anbetracht der zahlreichen dort wendenden Züge befand die Bundesbahn eine Wendeschleife trotz der höheren Baukosten für wirtschaftlicher als stumpf endende unterirdische Wendegleise.
- Die Reduzierung auf zwei Gleise ermöglichte die Verschiebung der Station Hauptbahnhof in Richtung Innenstadt unter die beengte Lautenschlagerstraße, was bessere Umsteigemöglichkeiten zur Stadtbahn und kürzere Fußwege in die Innenstadt ermöglichte, bei gleichbleibenden Umsteigemöglichkeiten zum oberirdischen Teil des Hauptbahnhofs.

Der Planung lagen im Hinblick auf Lichtraumprofil, Regelquerschnitt, Bahnsteigabmessungen, Bogenhalbmessern und Steigungsgrenzmaßen dieselben Entwurfselemente zu Grunde, die zuvor bereits bei den Verbindungsbahnen in Frankfurt und München zur Anwendung kamen. Die vorgesehenen Steigungen von bis zu 40 ‰ führten in Verbindung mit dem angestrebten 2,5-Minuten-Streckentakt dazu, dass zunächst nur die besonders leistungsfähigen Fahrzeuge der Baureihe 420 eingesetzt werden konnten.
Die Errichtung der Verbindungsbahn war Gegenstand des 1. Ausführungsvertrags zur S-Bahn Stuttgart, der 1971 geschlossen wurde.
Eine Personalrätin der Universität kritisierte 1973 die geplante Anbindung des Standorts Pfaffenwald über den Haltepunkt am Dachswald als unzureichend, was zu einer Umplanung führte. Der Tunnel wurde nach einer Empfehlung des Stuttgarter Verkehrswissenschaftlers Gerhard Heimerl verlängert geplant mit einer Haltestelle direkt unter dem Campus, um nach einer Linkskurve vor der heutigen Haltestelle Österfeld an der Bahnstrecke Stuttgart–Horb zu enden.

### Bau der Innenstadtstrecke (Mittnachtstraße–)Hauptbahnhof–Schwabstraße
Nachdem im Mai 1971 vor dem Bahnhof das unterirdische Bauwerk für die drei Verkehrsebenen Klett-Passage, Stadtbahn- und S-Bahn-Station, und am 5. Juli 1971 der Bau eines neuen Überwerfungsbauwerks im Gleisvorfeld des Hauptbahnhofes begonnen wurde, begannen die ersten Bauarbeiten für die eigentliche Verbindungsbahn im April 1972 mit dem Tunnel parallel unter den Bahnsteigen des Hauptbahnhofs und der Unterquerung des Empfangsgebäudes.

#### Mittnachtstraße (im Bau)
Dieser S-Bahn-Bahnhof befindet sich im Bau und soll gemeinsam mit Stuttgart 21 in Betrieb gehen. Über eine neue Streckenführung wird der Bahnhof an das bestehende Schienennetz angebunden. Die neue Station wird von allen Linien der Stammstrecke angefahren und soll die Station Hauptbahnhof als Umsteigebahnhof entlasten.

#### Hauptbahnhof (tief)

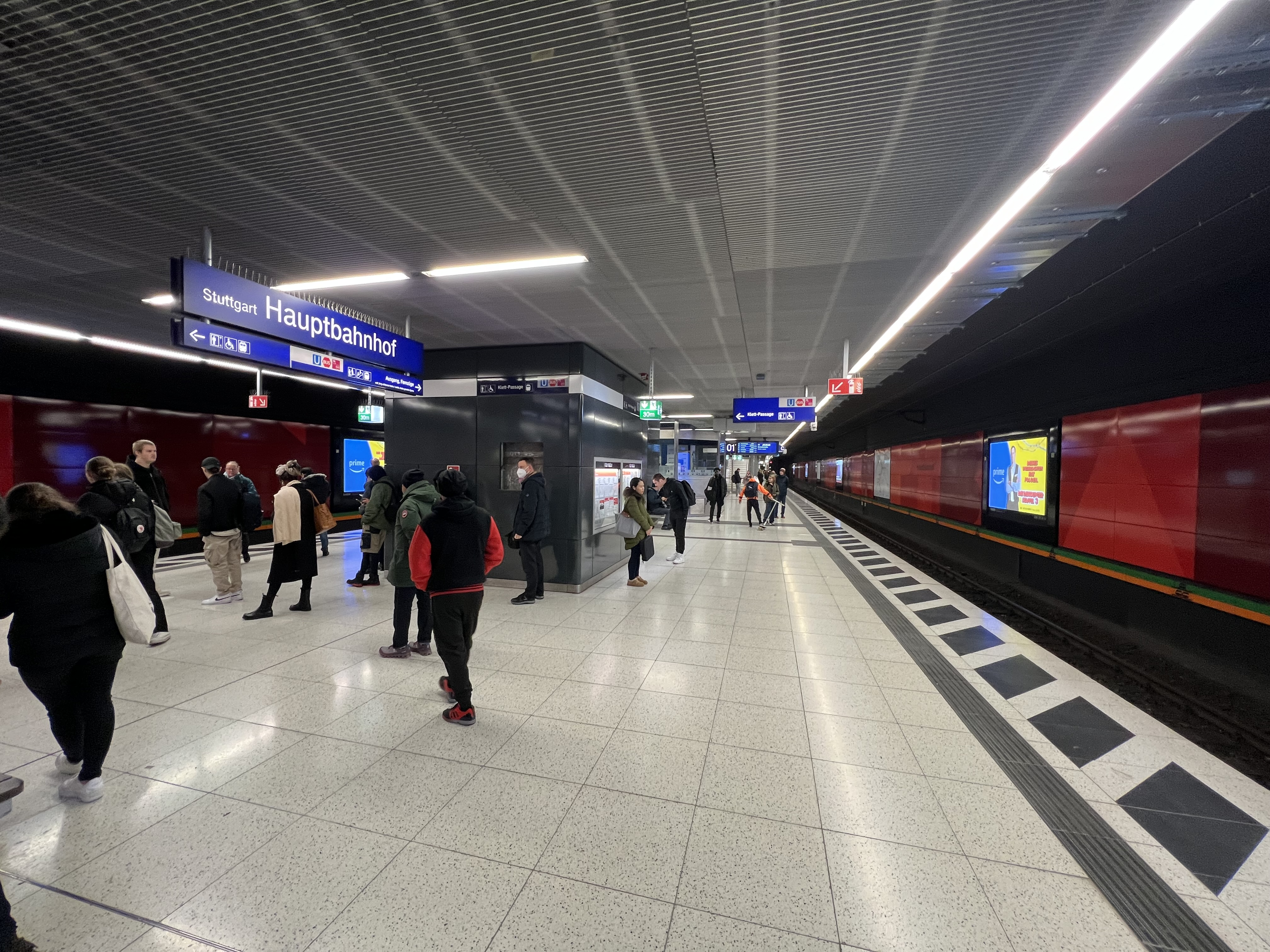
Hauptbahnhof (tief)

Beim Bau des Abschnitts unter den Gleisen 1 bis 3 sollte zu keinem Zeitpunkt mehr als ein oberirdisches Gleis dem Bahnverkehr entzogen werden. Deshalb wurde ein Behelfsbahnsteig am nordwestlich gelegenen Gleis 1a errichtet und die Baugrube längs in zwei seitliche Abschnitte aufgeteilt. Das Bauwerk wurde in Deckelbauweise mit einem äußeren und inneren Rohbau errichtet. Der äußere Rohbau bestand aus einer bis zu 28 Meter tief gegründeten Bohrpfahlwand außen und längs der Mitte. Auf ihm wurde ein Deckel errichtet, auf dem bis Mai 1974 die Gleise und Bahnsteige wiederhergestellt wurden. Der Bahnbetrieb wurde dann uneingeschränkt wiederaufgenommen. Unter diesem Deckel wurde die Baugrube von oben nach unten ausgehoben und ein innerer Rohbau erstellt, der aus einer Sohle und inneren Wänden bestand und die Decken für bis zu drei Zwischengeschosse trug. Im obersten Zwischengeschoss wurde eine Tiefgarage mit 120 Stellplätzen eingebaut, die auch als gas- und strahlensichere Zivilschutzanlage zur Unterbringung von 4500 Menschen ausgelegt wurde. Der innere Rohbau wurde Ende 1975 fertiggestellt.
Als bautechnisch schwierigstes Stück der Verbindungsbahn galt die 74,6 Meter lange und rund 25 Meter breite Unterquerung des denkmalgeschützten Bahnhofsgebäudes im Bereich der Kleinen Schalterhalle. Unter den Alternativen Bergmännische Unterquerung und Abriss mit detailgetreuem Wiederaufbau entschied man sich auch hier für eine Deckelbauweise. Um die Gebäudelast auf die neuen Außenstützen umzulagern, wurden die Grundmauern mit Beton-Manschetten ummantelt, d. h. Paaren aus Beton-Balken, die aneinander verspannt waren. Unter den Manschetten wurden Abfangträger errichtet, die auf den neugebauten Außenstützen lagerten. Nach Fertigstellung der Manschetten und Träger wurde mit hydraulischen Pressen Kraftschluss zwischen diesen hergestellt, bis die Kraft auf die Pressen der Gebäudelast entsprach. Die Umlagerung wurde vollendet, indem die Pressen durch Keile ersetzt wurden. Die dadurch verursachte Setzung der Kleinen Schalterhalle blieb auf 1 Millimeter beschränkt. Anschließend wurden die alten Gebäudefundamente entfernt, die Baugrube ausgehoben und im September 1973 konnte der innere Rohbau begonnen werden. Die Baudurchführung des Gemeinschaftsbauwerks unter dem Bahnhofsvorplatz mit Klett-Passage, Stadtbahnstation und Abschnitt der S-Bahn-Station lag bei der Stadt Stuttgart. Die beiden Gleise des Tiefbahnhofs haben die Gleisnummern 101 und 102.
Der Streckenabschnitt zwischen den Stationen Hauptbahnhof und Stadtmitte sollte laut Ausschreibung durchgehend in offener Bauweise errichtet werden. Eine Bietergemeinschaft schlug jedoch vor, einen 322 Meter langen Abschnitt zwischen Thouretstraße und Fürstenstraße bergmännisch im Messervortriebsverfahren bei acht bis zehn Metern Überdeckung herzustellen. Dies erhielt als wirtschaftlichste Lösung den Zuschlag.
Die auf 5,0 Zentimeter vorhergesagten Setzungen der darüberliegenden Straße erreichten jedoch stellenweise 50 Zentimeter, so dass eine Erneuerung von Kanalisation und Straßenbelag nötig wurde. Im anschließenden offen gebauten Abschnitt wurde vor der Kanzleistraße ein Notausstieg eingebaut. Dieser Abschnitt war im Juni 1973 als erster Bauabschnitt der Verbindungsbahn im Rohbau fertiggestellt.
An die zweigleisige Bahnsteiganlage schließen sich nördlich im Gleisvorfeld eine Reihe von Weichen an. Damit wird einerseits ein Gleiswechsel zwischen den Streckengleisen ermöglicht, andererseits findet in diesem Bereich die Verzweigung in vier Gleise statt. Mit Eröffnung der Station Mittnachtstraße werden diese Gleise obsolet. Die Längsneigung liegt im Bahnsteigbereich bei 2 ‰ und geht Richtung Norden in eine Steigung von zunächst 32 und (im Gleisvorfeld-Bereich) 37 ‰ über.

#### Stadtmitte

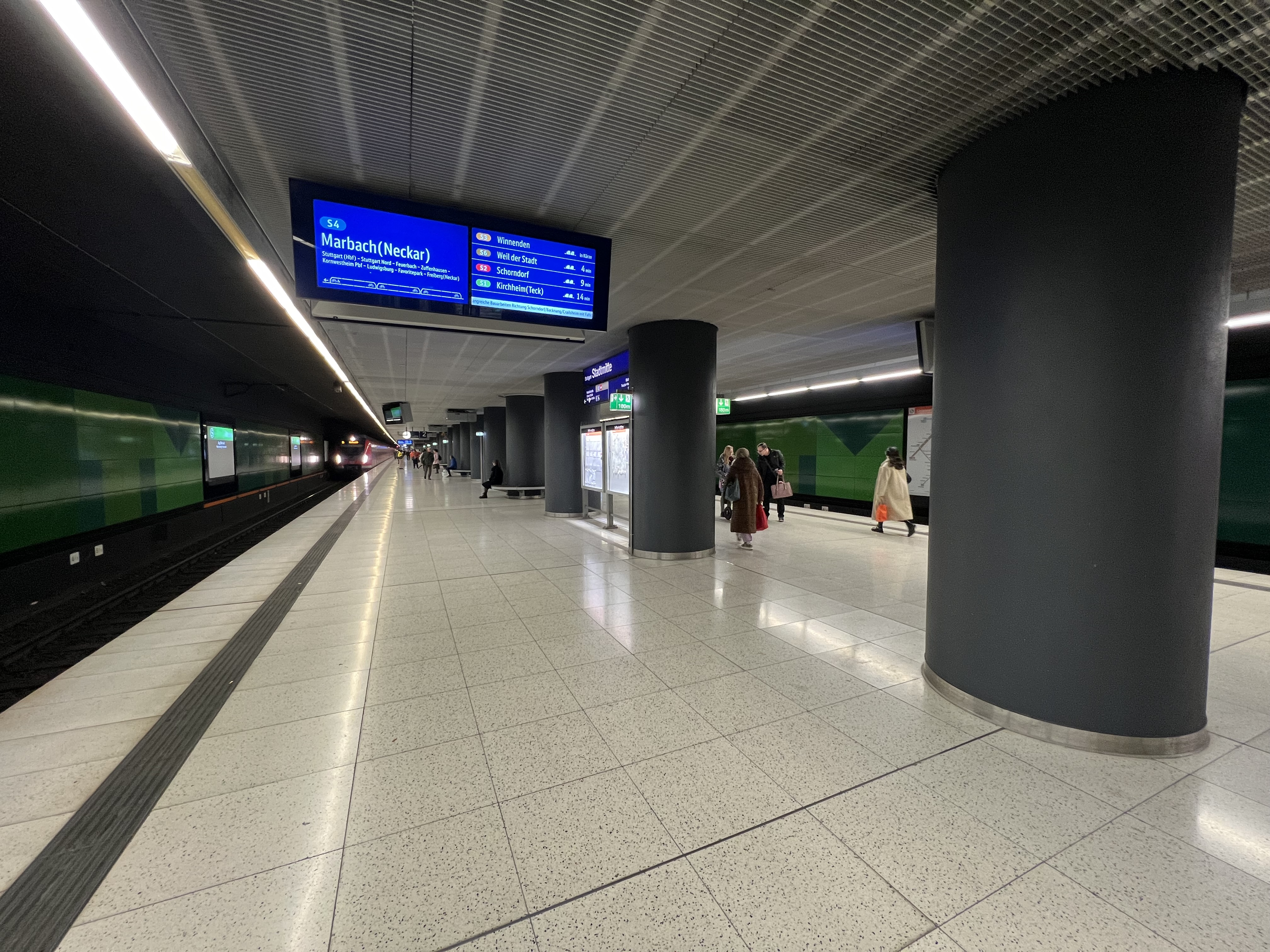
Stadtmitte

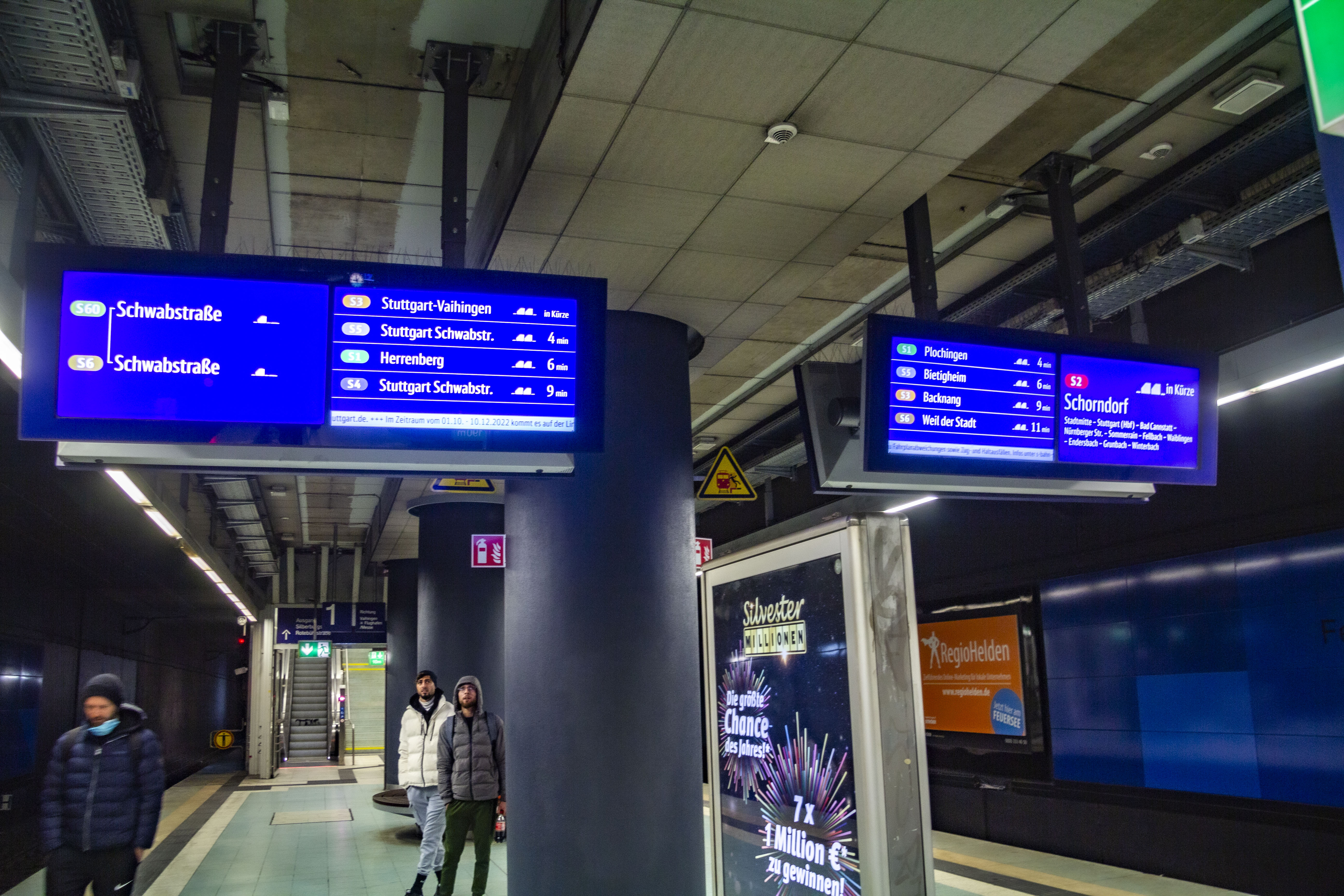
Feuersee

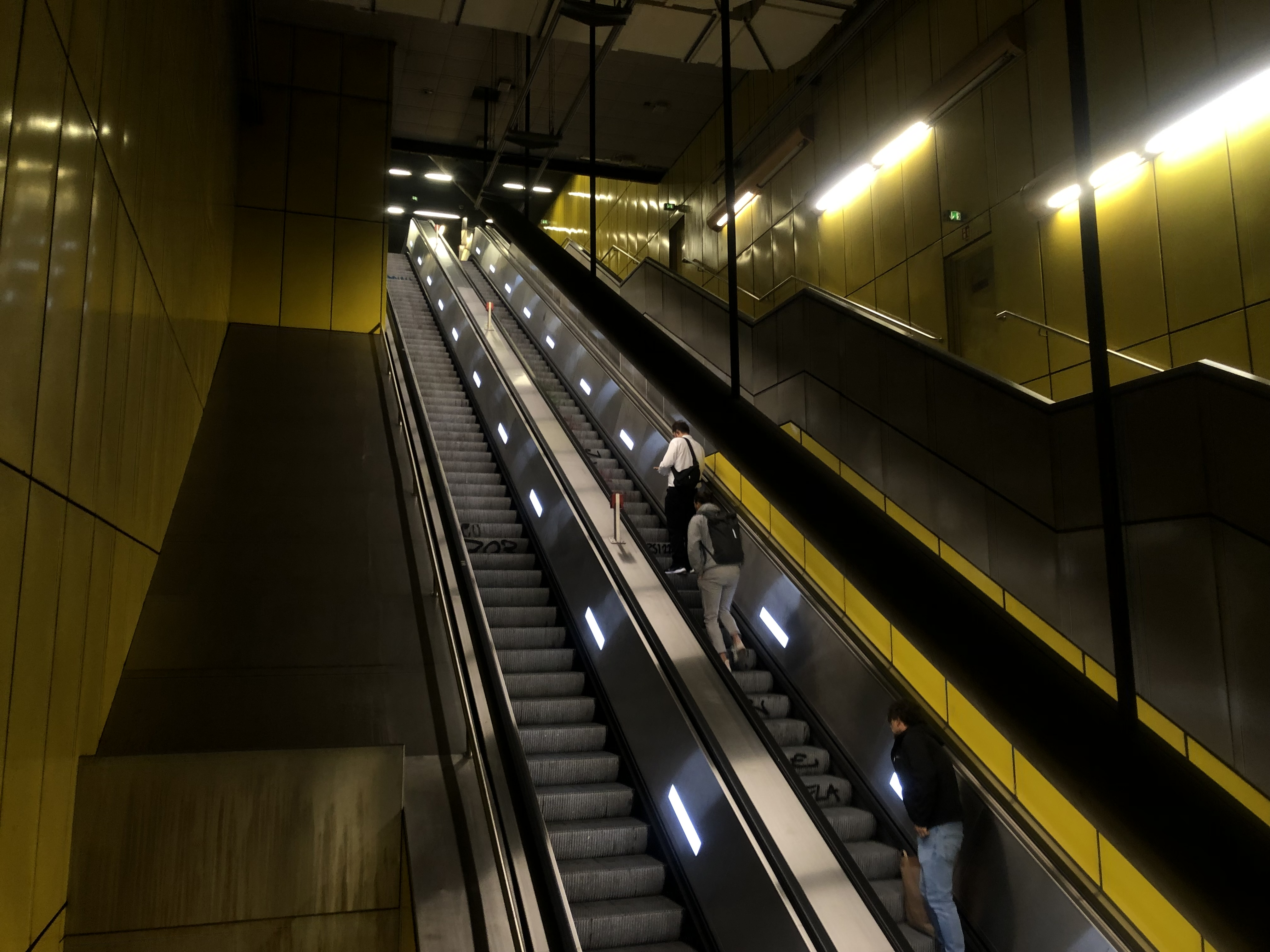
Das westliche Bahnsteigende des Bahnhofs Schwabstraße liegt 27 Höhenmeter unterhalb der Oberfläche.

Unter der 45 Meter breiten Theodor-Heuss-Straße vor dem Rotebühlplatz wurde mit der Station Stadtmitte ab November 1972 ein 22,5 Meter breites Bauwerk mit einem 12,8 Meter breiten Bahnsteig errichtet. Der Bahnsteigbereich wurde als Zivilschutzraum für 4500 Personen konzipiert, der nach einer Einstellung des S-Bahn-Verkehrs nutzbar ist. Außerdem wurde als Bauvorleistung für die Stadtbahn Stuttgart ein querender Tunnelabschnitt errichtet, der am 31. Oktober 1983 in Betrieb genommen wurde. Der westliche Zugang zur Passage unter dem Rotebühlplatz wurde in den Innenhof eines Neubaus der Allgemeinen Rentenanstalt integriert.
Mitte der 1950er Jahre war die Station viergleisig, mit zwei Mittelbahnsteigen, geplant. Im Südkopf waren zwei mittig zwischen den beiden Streckengleisen liegende Abstellgleise mit einer Länge von 170 Metern vorgesehen.
Mit einem Festakt wurde die S-Bahn Stuttgart am 29. September 1978 an der Haltestelle Stadtmitte eröffnet. Um 9:45 Uhr trafen zunächst Sondertriebwagen von den damaligen Endpunkten – Weil der Stadt, Ludwigsburg und Plochingen – ein. Bundesverkehrsminister Kurt Gscheidle, Stuttgarts Oberbürgermeister Manfred Rommel, Bahnchef Wolfgang Vaerst und Landrat Horst Lässing hielten Eröffnungsreden.
Mit rund 61.100 Reisenden pro Tag war die Station um 2005 die drittgrößte in Baden-Württemberg.

#### Feuersee
Weiter verläuft die Verbindungsbahn unter der 23 Meter breiten Rotebühlstraße und wurde auch hier in offener Bauweise ab November 1973 erstellt. Die dortige Straßenbahn wurde während des Baus in die nordwestlich parallel verlaufende Gutenbergstraße verlegt, der Straßendurchgangsverkehr in die südöstlich parallele Augustenstraße. Der an der Johanneskirche liegende und an die Baugrube heranreichende um 1701 angelegte Feuersee wurde während der Bauzeit auf einen Restwasserstand von 0,5 Metern abgesenkt.
Von Juli 2009 bis zum Ende der Sanierung im September 2022 trug die Haltestelle den Namenszusatz Wüstenrot & Württembergische, der Hauptsitz der Versicherung befindet sich in fußläufiger Entfernung zur Station. Die Zusatzbezeichnung wurde in den Zügen angesagt und stand auf den Stationsschildern angeschrieben, hat jedoch keinen Eingang in die Fahrplanmedien gefunden.
Die Station (Streckenkilometer 1,513 bis 1,957) liegt in einer Längsneigung zwischen 20,0 und 37,3 ‰. Der anschließende Streckentunnel (km 1,957 aufwärts) weist eine Längsneigung von 37,5 ‰ auf.

#### Schwabstraße
Der Bahnhof Schwabstraße wurde zwischen 11 und 27 Meter unter der Straßenoberfläche errichtet, bei einem in 6 bis 8 Meter Tiefe liegenden Grundwasserspiegel. Er hat eine Längsneigung von 1,6 ‰. Der Rohbau wurde aufgrund des von der Baugrube aus aufgefahrenen bergmännischen Baus der Wendeschleife erst im Dezember 1977 abgeschlossen.
Mit rund 27.200 Reisenden pro Tag war der Bahnhof um 2005 der zehntgrößte in Baden-Württemberg.

#### Wendeschleife Schwabstraße
| Rechts der Abzweig zur Wendeschleife |                      |                                                                           |                                                                           |
| Streckennummer (DB): | 4864, 7745           |                                                                           |                                                                           |
| Streckenlänge: | 1,502 km             |                                                                           |                                                                           |
| Spurweite: | 1435 mm (Normalspur) |                                                                           |                                                                           |
| Stromsystem: | 15 kV 16,7 Hz ~      |                                                                           |                                                                           |
| Minimaler Radius: | 190 m                |                                                                           |                                                                           |
| Streckengeschwindigkeit: | 50 km/h              |                                                                           |                                                                           |
| |                      |                                                                           |                                                                           |
| \| \| 0,000 \| Stuttgart Schwabstraße \| 276,56–277,15 m \| \| \| \| Verbindungsbahn nach Filderstadt \| \| \| \| 0,800 \| Verbindungsbahn Filderstadt–Stuttgart \| Verbindungsbahn Filderstadt–Stuttgart \| \| \| \| \| \| \| \| 1,100 \| Stuttgart Schwabstraße Wendeanlage (Bft) Streckenwechsel von 4864 zu 7745 \| Stuttgart Schwabstraße Wendeanlage (Bft) Streckenwechsel von 4864 zu 7745 \| \| \| \| \| \| \| \| \| \| \| \| \| \| Verbindungsbahn von Filderstadt (siehe oben) \| \| \| \| \| \| \| \| \| 1,502 \| Stuttgart Schwabstraße \| 277,15–276,56 m \| \| \| \| \| \| \| Quellen: [3][4][5] \| \| \| \| |                      |                                                                           |                                                                           |
| S-Bahnhof (im Tunnel) | 0,000                | Stuttgart Schwabstraße                                                    | 276,56–277,15 m                                                           |
| Abzweig geradeaus und nach links (im Tunnel) |                      | Verbindungsbahn nach Filderstadt                                          | Verbindungsbahn nach Filderstadt                                          |
| Kreuzung mit Tunnelstrecke (im Tunnel) | 0,800                | Verbindungsbahn Filderstadt–Stuttgart                                     | Verbindungsbahn Filderstadt–Stuttgart                                     |
| |                      |                                                                           |                                                                           |
| Dienststation / Betriebs- oder Güterbahnhof (im Tunnel) | 1,100                | Stuttgart Schwabstraße Wendeanlage (Bft) Streckenwechsel von 4864 zu 7745 | Stuttgart Schwabstraße Wendeanlage (Bft) Streckenwechsel von 4864 zu 7745 |
| |                      |                                                                           |                                                                           |
| |                      |                                                                           |                                                                           |
| Abzweig geradeaus und von links (im Tunnel) |                      | Verbindungsbahn von Filderstadt (siehe oben)                              | Verbindungsbahn von Filderstadt (siehe oben)                              |
| |                      |                                                                           |                                                                           |
| S-Bahnhof (im Tunnel) | 1,502                | Stuttgart Schwabstraße                                                    | 277,15–276,56 m                                                           |
| |                      |                                                                           |                                                                           |
| Quellen: |                      |                                                                           |                                                                           |

Am 7. Oktober 1974 begann der Vortrieb der an die Station Schwabstraße anschließenden Wendeschleife und der Bau von Verzweigungsbauwerken und jeweils 60 Meter langen Abschnitten der ab 1979 gebauten beiden eingleisigen Röhren des Hasenbergtunnels zur Bahnstrecke Stuttgart–Horb.
Die Wendeschleife zweigt aus Richtung Hauptbahnhof kommend im Bahnhof Stuttgart Schwabstraße hinter den Bahnsteigen nach außen ab und unterquert den in diesem Abschnitt stark ansteigenden Hasenbergtunnel ungefähr 89 Meter unter dem Bahnhof Stuttgart West der Bahnstrecke Stuttgart–Horb, bevor sie in entgegengesetzter Richtung kurz vor den Bahnsteigen wieder in die Verbindungsbahn mündet.
Der nordöstliche Teil der Wendeschleife liegt in ausgelaugtem Gipskeuper. Weil dieser brüchig ist und die Überdeckung hier gering ist, wurde das Gestein über dem Tunnelfirst mittels Gefrierverfahren standfest gemacht. Geologisches Problem im südwestlichen Teil der Wendeschleife war die Lage in anhydrithaltigen Gipskeuperschichten, die bei Wasserzutritt, der beim Tunnelbau unvermeidlich ist, stark quellen und somit starke Kräfte auf den Tunnelkörper ausüben. Um diesen Kräften entgegenzuwirken, ist die Innenschale des Tunnels bis zu 1 Meter dick. Folglich sind in der Wendeschleife keine Folgeschäden und Hebungen aufgetreten (Stand 2017).
Bei der Vermessung der Wendeschleife kamen 40 Messpunkte zum Einsatz. Da es ansonsten keine Verbindung zur Oberfläche gibt, war die alleinige Basis der Vermessung die Station Schwabstraße. Nach einer Vortriebslänge von 850 Metern rechts und 900 Metern links fand der Durchschlag unter dem Westbahnhof statt, der Querfehler betrug dabei nur 8 Millimeter, der Höhenfehler gar nur 2 Millimeter. Das Tunnelprofil hat einen Innendurchmesser von 6,70 Metern im eingleisigen und 9,80 Metern im zweigleisigen Bereich. Die Überdeckung beträgt zwischen 17 Meter an der Station Schwabstraße und 80 Meter unter dem Westbahnhof. Der Radius der Schleife beträgt 190 Meter, die Länge 1500 Meter.

#### Abschluss

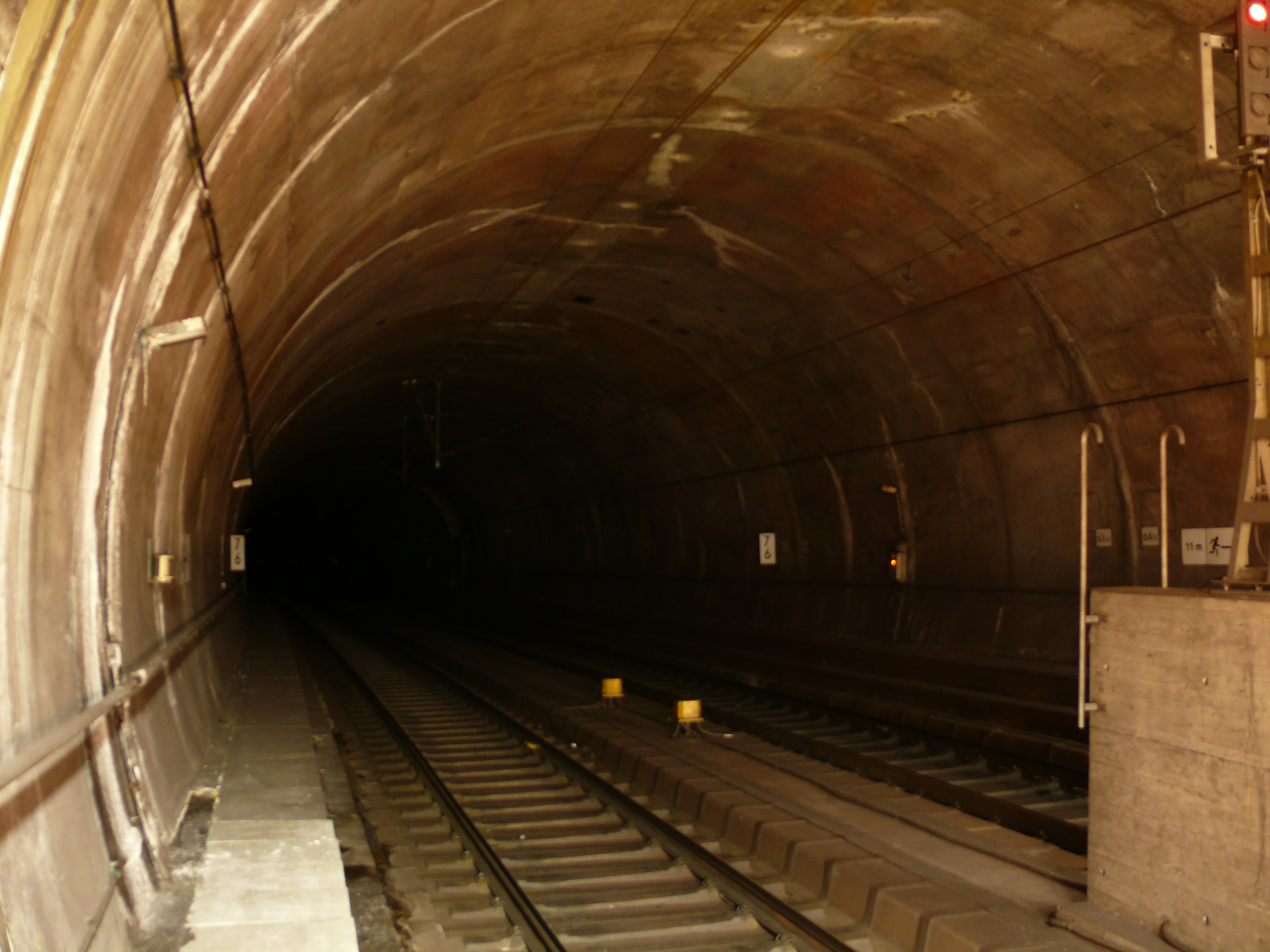
Hasenbergtunnel – Oberer Teil (Maulprofil)

Die über der Verbindungsbahn liegenden Straßen Lautenschlagerstraße und Theodor-Heuss-Straße wurden im April 1977 wieder vollständig dem Verkehr übergeben. Dieser Termin war durch die Bundesgartenschau 1977 vorgegeben. Die Rotebühlstraße wurde im März 1978, der Abschnitt über dem Bahnhof Schwabstraße im Juli 1978 für den Straßenverkehr freigegeben. Der S-Bahn-Verkehr auf der Verbindungsbahn wurde am 1. Oktober 1978 eröffnet.
Die Bauarbeiten wurden 1978 im Zeit- und Kostenrahmen abgeschlossen.

### Bau des Hasenbergtunnels
Am 2. April 1979 begann der zweite Bauabschnitt. Um die aus den erwarteten Quellungen in den anhydrithaltigen Gipskeuperschichten resultierenden Kräfte besser beherrschen zu können, wurde der 1967 zunächst mit einer doppelgleisigen Röhre geplante Hasenbergtunnel auf den unteren 2,2 Kilometern umgeplant zu einem zweiröhrigen Bauwerk mit dadurch kleineren Röhren im Eiprofil. Der obere Teil war weiterhin als einröhriger und zweigleisiger Tunnel mit Maulprofil vorgesehen. Diese Umplanung ersparte auch die Anlage eines Rettungsschachts in diesem Bereich hoher Überdeckung, das Notfallkonzept sah stattdessen vor, durch Verbindungen zwischen den beiden Röhren Fluchtwege in die jeweils andere Tunnelröhre zu schaffen.

### Zustand der Tunnelbauwerke
Die Tunnelbauwerke der Stammstrecke sind, Stand 2017, weitgehend in die Zustandskategorie 2 eingestuft („Größere Schäden am Bauwerksteil, welche die Sicherheit nicht beeinflussen.“)

## Betrieb

### Stammstrecke
Der Abschnitt zwischen den Stationen Hauptbahnhof und Schwabstraße ist die Stammstrecke der Stuttgarter S-Bahn und wird von allen Linien der S-Bahn Stuttgart bedient. Mit Ausnahme einzelner S-Bahn-Züge, die in Tagesrandlage im Stuttgarter Hauptbahnhof enden bzw. beginnen, wird sie von allen Stuttgarter S-Bahn-Zügen der Linien S1 bis S6 und S60 befahren. Die Verbindungsbahn zweigt im Gleisvorfeld des Hauptbahnhofs von den übrigen Gleisen ab und wird über getrennte Tunnelöffnungen zur unterirdischen S-Bahn-Station Hauptbahnhof tief geführt. Im Anschluss an die Station Schwabstraße befindet sich eine ebenfalls unterirdische Wendeschleife, die den Zügen der hier endenden Linien S4, S5 und S6 das Umkehren ermöglicht. Außerdem wendeten hier bis zum 12. Dezember 2021 einige HVZ-Verstärker der S1 sowie einzelne Züge der S2 und S3.
Die zulässige Höchstgeschwindigkeit auf der Stammstrecke beträgt überwiegend 60 km/h. Auf der Rampe des Hauptbahnhofs (Streckenkilometer 0,0 bis −0,8) sind stadteinwärts 60 und stadtauswärts 80 km/h zugelassen. In der Wendeschleife sind 50 km/h zulässig.
Die H/V-Signale im Tunnel werden zwischen dem Hauptbahnhof und der Schwabstraße aus dem Sp-Dr-L60-Stellwerk des Hauptbahnhofs gesteuert. Im Zuge des Projekts Stuttgart 21 sollte dieser Abschnitt auf Ks-Signale umgerüstet werden, die aus dem zukünftigen ESTW (ESTW-A) am Hauptbahnhof ferngesteuert werden sollen.
Neben PZB-Magneten sind zur Bremswegüberwachung Geschwindigkeitsprüfabschnitte installiert. Die fahrplanmäßige Zugfolge bei der Einfahrt von Bad Cannstatt und Nordbahnhof in die Station Hauptbahnhof wurde von 1978 bis 2010 durch ein an einem Hauptsignal angebrachtes automatisch gesteuertes Vorsichtsignal ermöglicht, dessen Betriebsgrundlage eine Ausnahmegenehmigung war. Im Rahmen von Bauarbeiten für Stuttgart 21 wurde dieses Signal im Juni 2010 versetzt, was unvorhergesehenerweise zum Erlöschen der Ausnahmegenehmigung und somit zu Betriebseinschränkungen führte. Das am Beginn der S-Bahn-Rampe stehende Signal wurde automatisch angesteuert, wenn beide Stadteinwärtsgleise der Rampe frei waren und der vorausfahrende Zug den Bahnsteig erreicht hatte. Es ermöglichte unter diesen Bedingungen, auf Sicht mit bis zu 30 km/h in den Rampenbereich (bis zum folgenden Hauptsignal) nachzurücken. Seit der Nachrüstung von Geschwindigkeitsprüfabschnitten im Jahr 2011 können in diesen Fällen reguläre Einfahrten (mit 60 km/h) in die Rampe zugelassen werden. Auf der übrigen Stammstrecke bis zur Schwabstraße sind weitere derartige Vorsichtsignale noch in Betrieb (Stand: 2016). Sie ermöglichen das Nachfahren auf Sicht mit bis zu 30 km/h, wenn der vorausfahrende Zug einen bestimmten Streckenabschnitt geräumt und einen weiteren bereits belegt hat.
| 2010 | 35,1 |
| 2014 | 39,0 |
| 2017 | 40,5 |
| 2019 | 40,8 |
| 2020 | 23,5 |
| 2021 | 19,2 |

Die Stammstrecke gilt (Stand: 2015) als ein wesentliches Nadelöhr im S-Bahn-System. Bereits geringste Verspätungen wirken sich deutlich auf das gesamte S-Bahn-System aus. Bereits sehr kleine Infrastrukturstörungen haben Auswirkungen auf die Pünktlichkeit und führen dazu, dass sich das System in der Hauptverkehrszeit nicht mehr erholen kann.
In den Jahren 2013 und 2018 wurde zwischen 8- und 25-mal pro Jahr aufgrund von Sperrungen zwischen Hauptbahnhof und Österfeld ein Störfallkonzept ausgerufen. Von etwa 290.000 über Stuttgart Hauptbahnhof (tief) pro Jahr geführten S-Bahnen wurden in diesem Rahmen zwischen 29 und 232 Züge in den oberen Teil des Stuttgarter Hauptbahnhofs geführt.
Im Abschnitt zwischen Stuttgart Hbf (tief) und Schwabstraße wurden 2017 119 Störungen der Leit- und Sicherungstechnik gezählt.
Der Einbau einer Deckenstromschiene an Stelle einer konventionellen Fahrleitung wurde um 2018 erwogen, jedoch verworfen.

#### Wendeschleife
Die Strecke in der Wendeschleife ist eingleisig mit drei Blockabschnitten, in die jeweils ein 210 Meter langer Langzug passt. Am Ende der Wendeschleife beinhaltet der Tunnel den zweigleisigen Betriebsbahnhof Stuttgart Schwabstraße Wende, der einen Bahnhofsteil des Bahnhofs Schwabstraße darstellt. Hier ist in jedem Gleis ebenfalls Platz für jeweils einen 210 Meter langen Langzug, sodass die gesamte Schleife bis zu fünf Züge gleichzeitig aufnehmen kann. In den ersten Betriebsjahren war in einem der Gleise ein Reserve-S-Bahn-Zug stationiert, danach (Stand 2012) nur noch bei Großveranstaltungen. Inzwischen dient der Abschnitt als Überholungsgleis, so dass bei Betriebsunregelmäßigkeiten die Zugreihenfolge ausgeglichen werden kann. Die Strecke wird im Regelbetrieb gegen den Uhrzeigersinn befahren, sodass wendende Züge höhenfrei aus dem Regelgleis nach rechts abzweigen und am Ende des Wendevorgangs wieder höhenfrei auf das Regelgleis in Gegenrichtung gelangen.

### Hasenbergtunnel
Nach der Station Schwabstraße schließt sich ein weiterer Bauabschnitt an, der als Hasenbergtunnel bezeichnet wird. Er führt zunächst geradlinig unter dem namengebenden Hasenberg sowie dem anschließenden Glemswald hindurch, bis er nach etwa fünf Kilometern nach einem Bogen mit 500 Meter Radius an der Station Universität (benannt nach dem Campus Vaihingen der Universität Stuttgart) ankommt. Die Steigung auf diesem Abschnitt beträgt 35 ‰. Ab Universität fällt der Tunnel mit 38 ‰ ab und tritt vor der Haltestelle Österfeld zwischen den Gleisen der Bahnstrecke Stuttgart–Horb wieder ans Tageslicht. Da der Tunnel in diesem Abschnitt dicht unter der Bebauung verläuft, wurde zur Verringerung des Körperschalls ein Masse-Feder-System eingebaut. Die Streckenhöchstgeschwindigkeit dieses Abschnitts beträgt 100 km/h.
Durch den Hasenbergtunnel fahren mit wenigen Ausnahmen alle Züge der S-Bahn-Linien S1, S2 und S3.
Bis November 2004 galt im Hasenbergtunnel für die S-Bahn-Züge eine maximale Geschwindigkeit von 80 km/h. Seit Dezember 2004 dürfen die Züge aufgrund neuer Vorschriften im Tunnel in Bergrichtung (stadtauswärts) zwischen den Streckenkilometern 3,0 und 6,5 mit 100 km/h fahren. Stadteinwärts liegt die Geschwindigkeit im unteren Tunnelabschnitt auf beiden Gleisen auf einer Länge von rund 1,5 Kilometern bei 60 km/h.

### Stationen

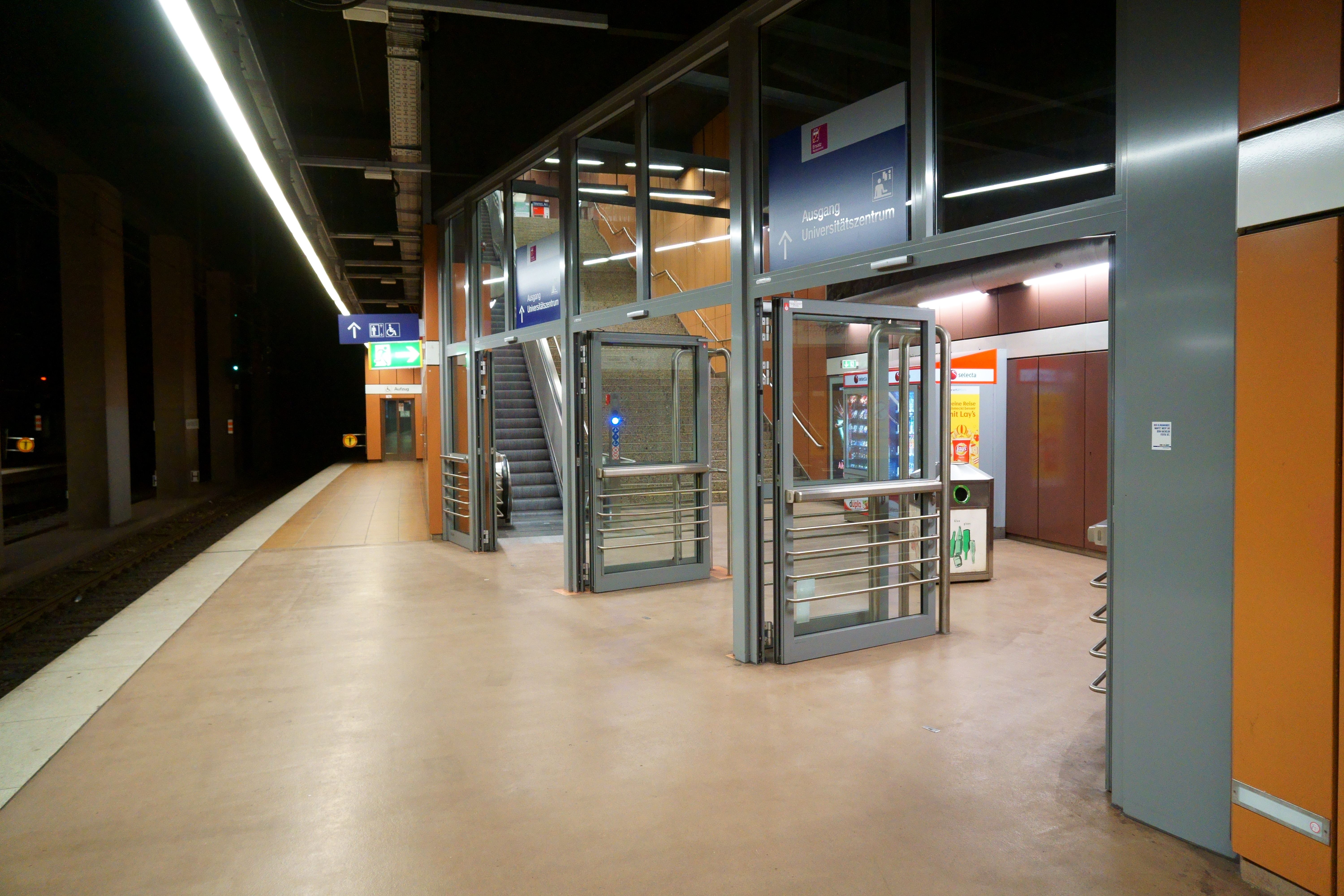
Haltepunkt Universität in brauner Farbgebung

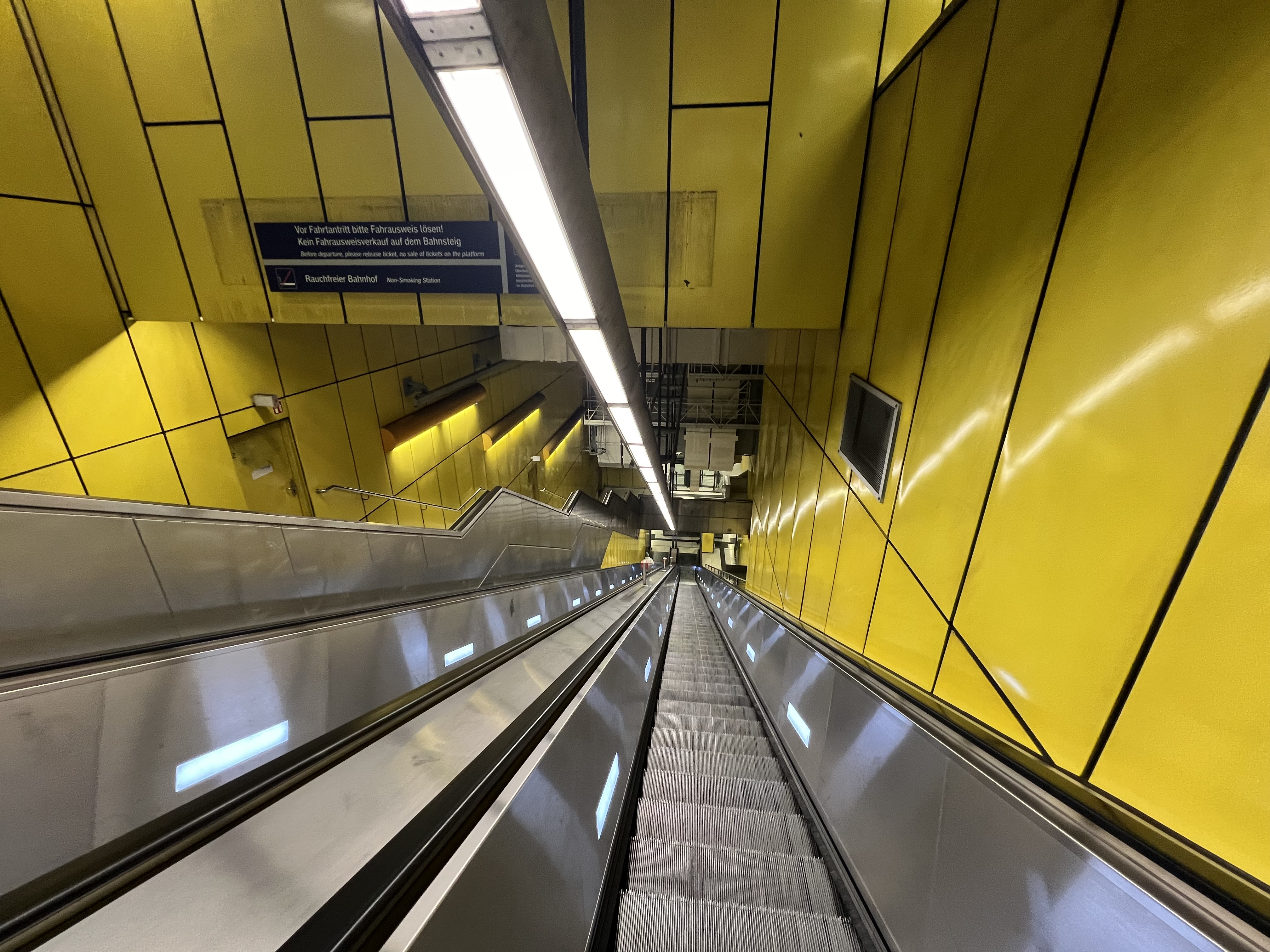
Fahrtreppe an der Station Schwabstraße

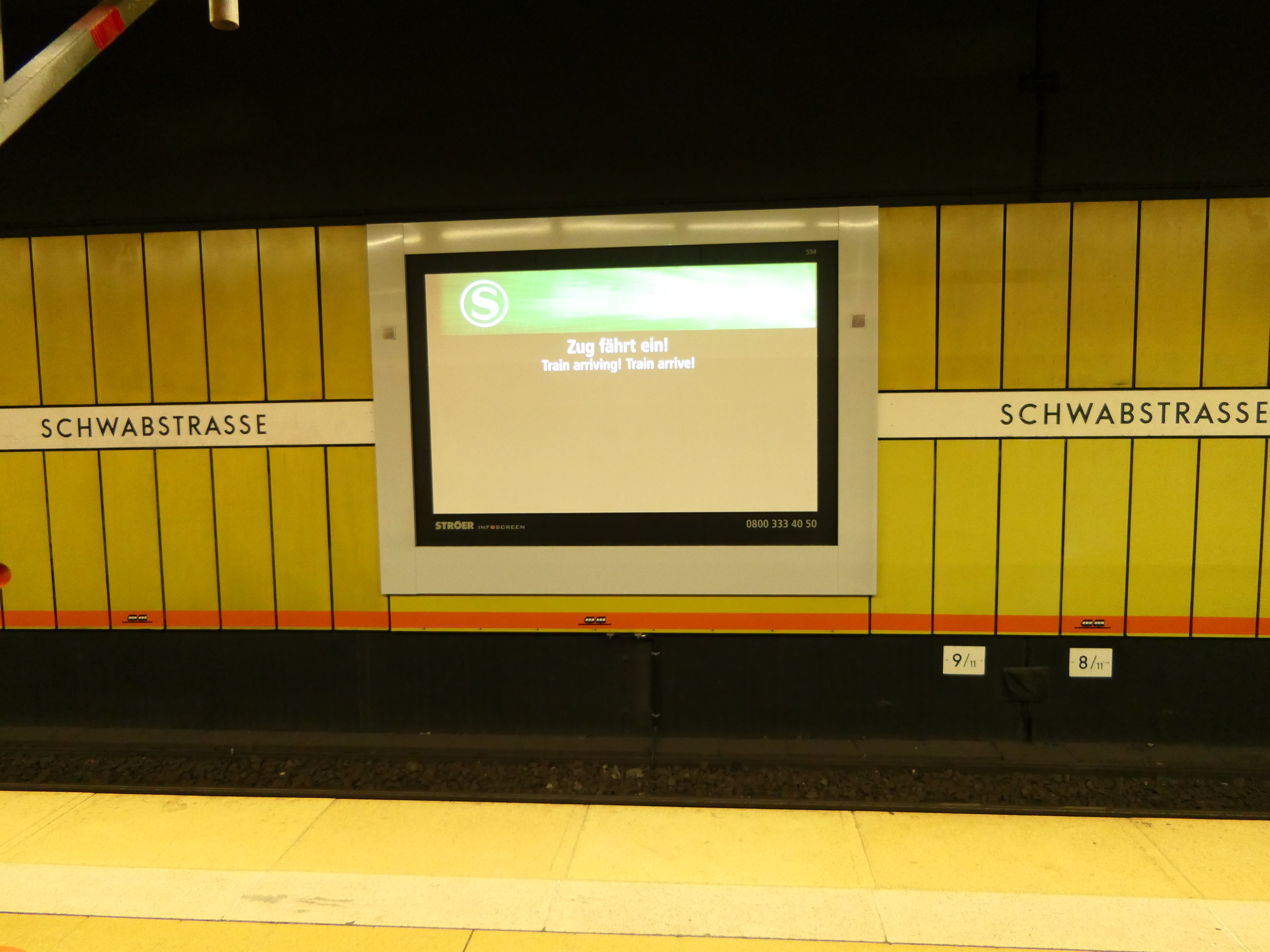
Großbildleinwand an der Station Schwabstraße

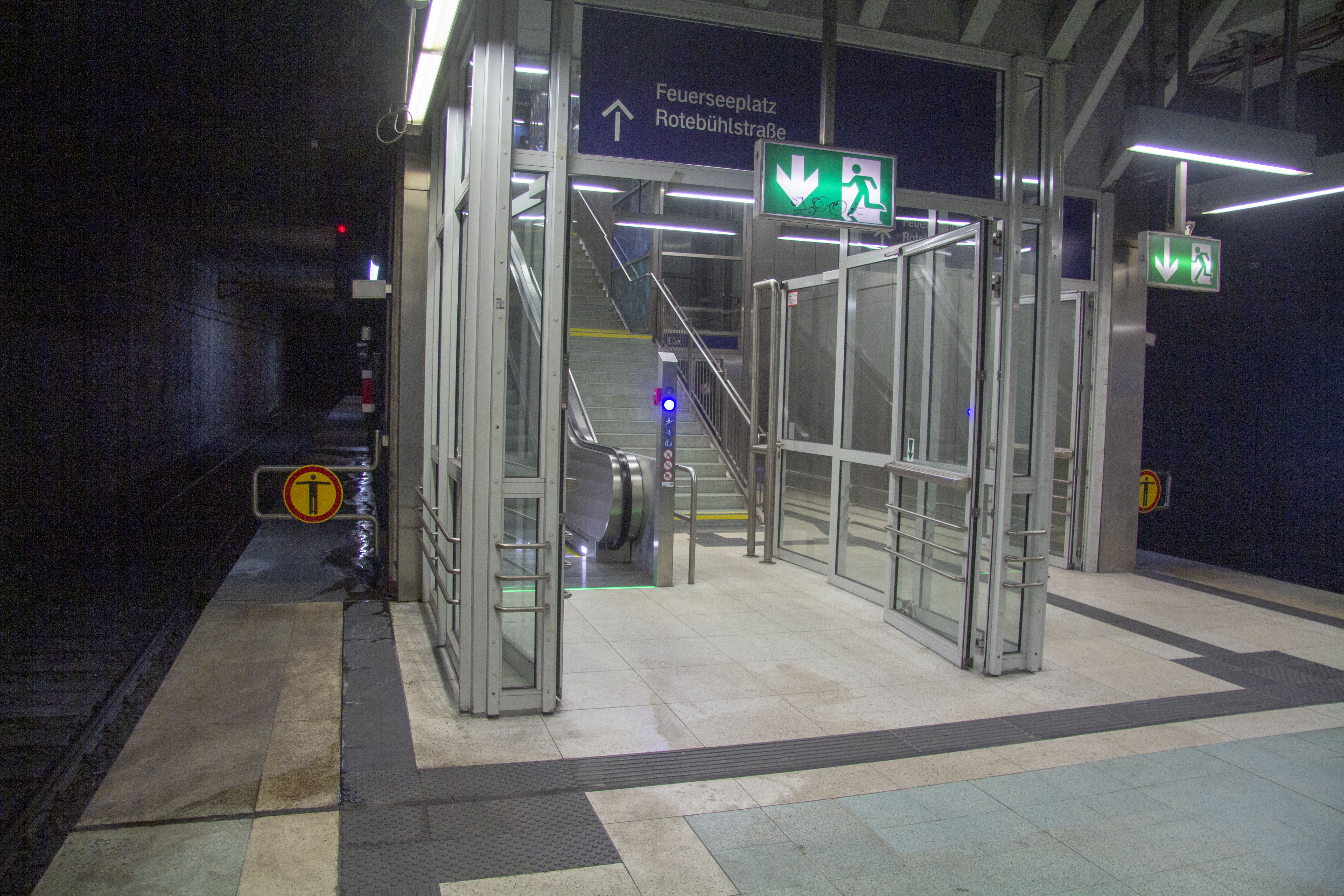
Brandschutzertüchtigung an der Station Feuersee

Die sechs Stationen der Verbindungsbahn sind mit unterschiedlichen Farben gestaltet, um den Fahrgästen die Orientierung zu erleichtern.
- Mittnachtstraße (im Bau): weiß
- Hauptbahnhof (tief): anthrazit-rot
- Stadtmitte: grün
- Feuersee: anthrazit-blau
- Schwabstraße: gelb
- Universität: braun

Im Zuge der Sanierung der Stammstrecke erhalten die einzelnen Stationen auch ein geändertes Farbschema, welches auf den bisherigen Grundfarben aufbaut.

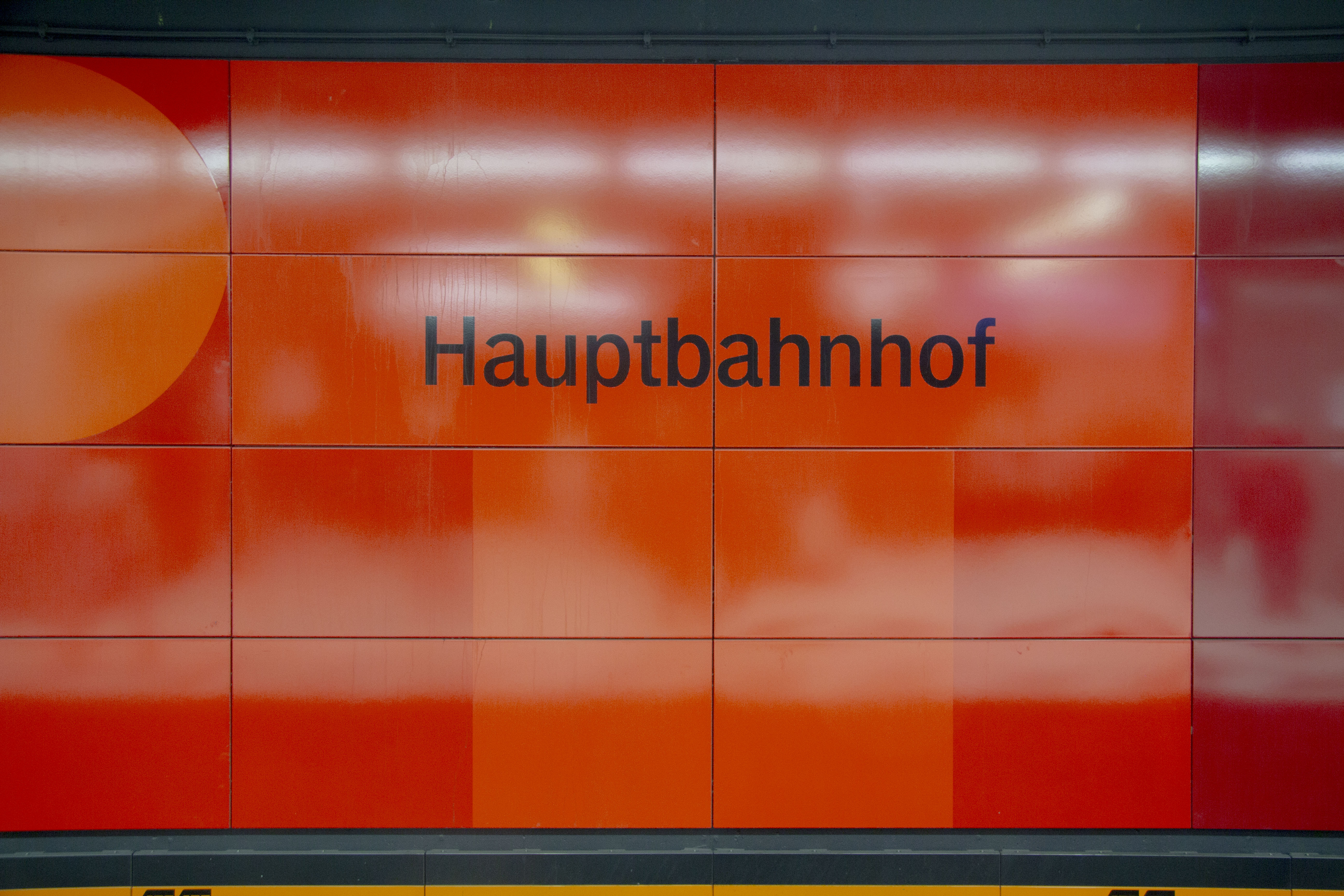
Hauptbahnhof
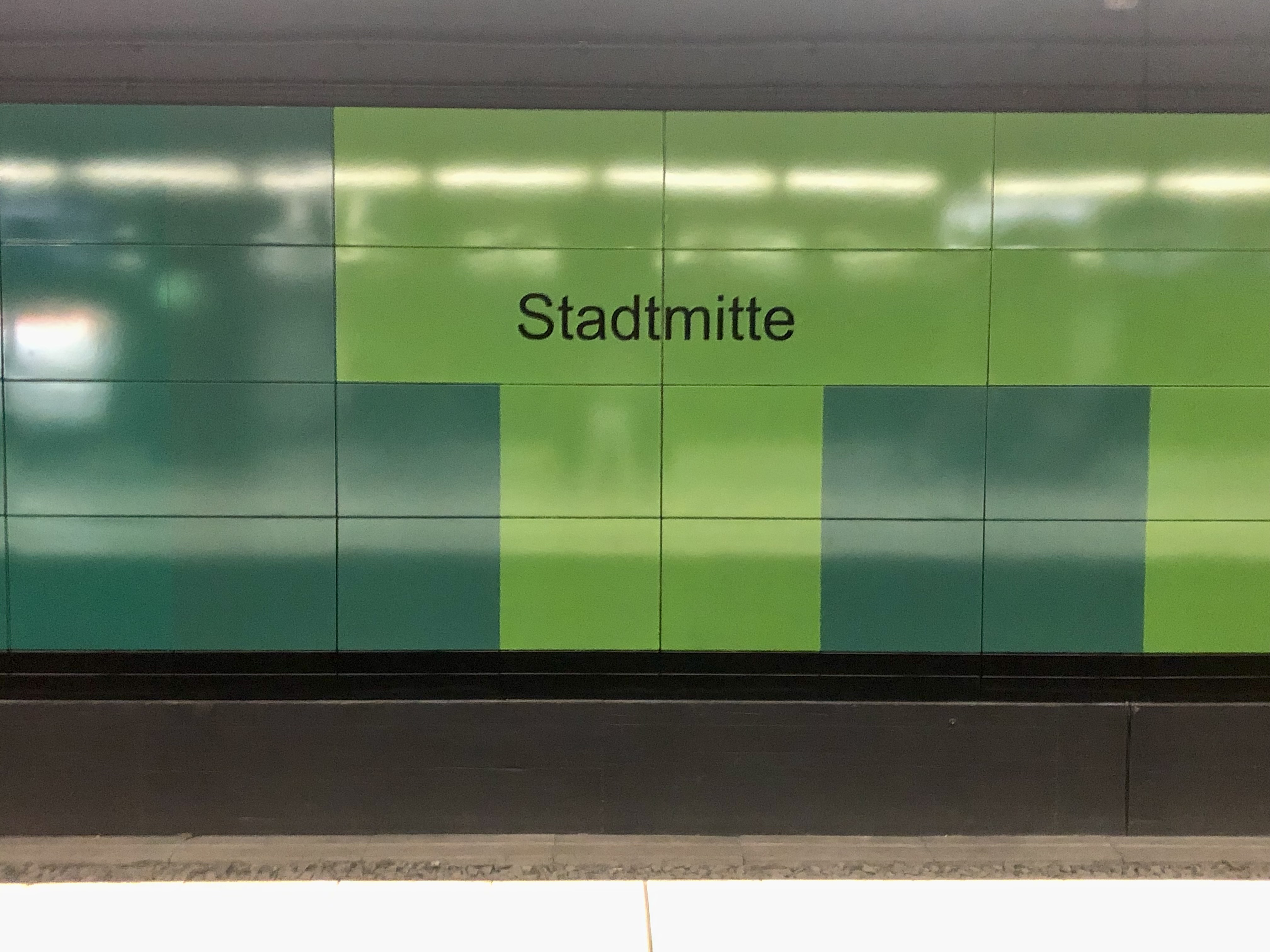
Stadtmitte
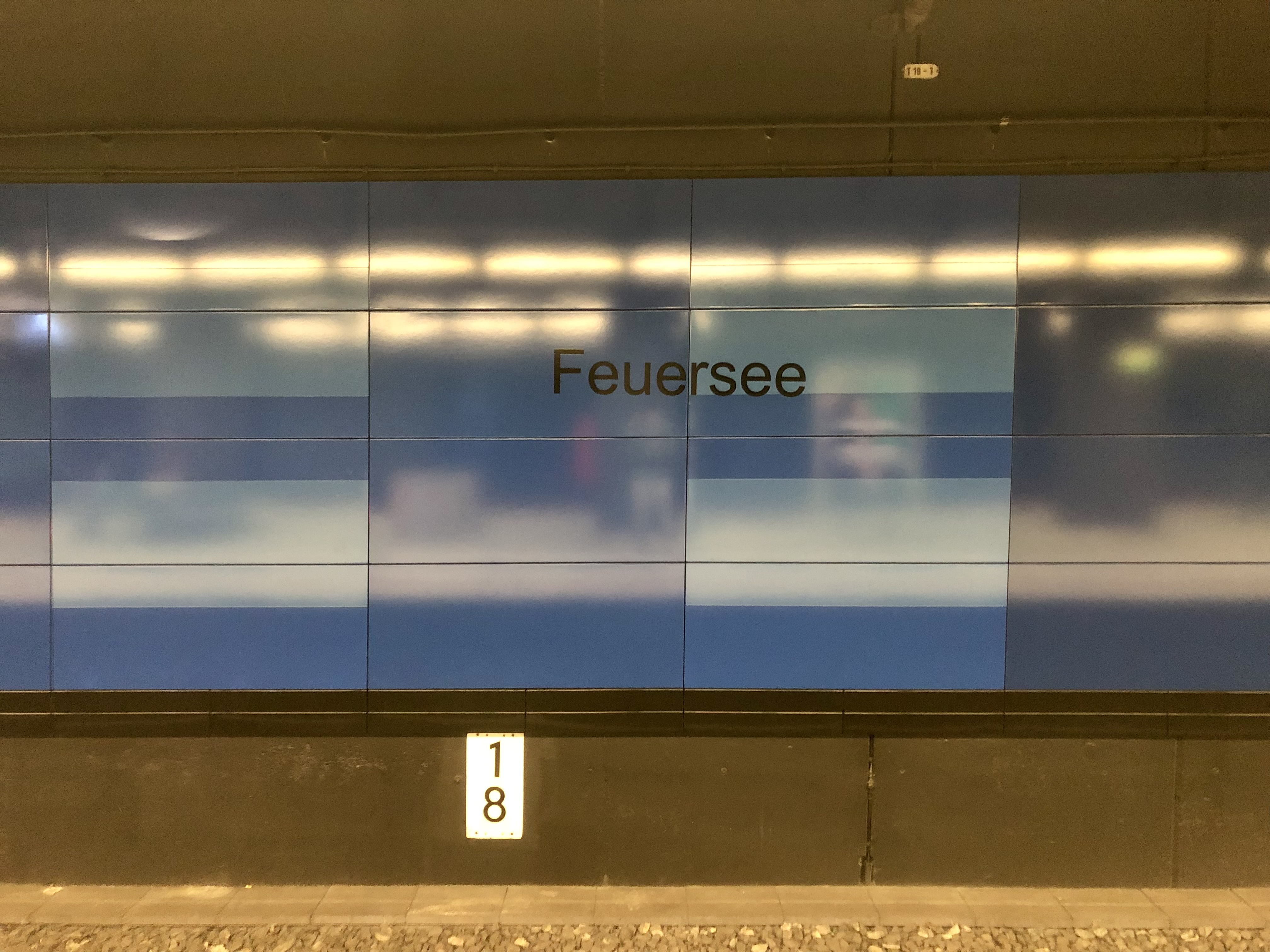
Feuersee
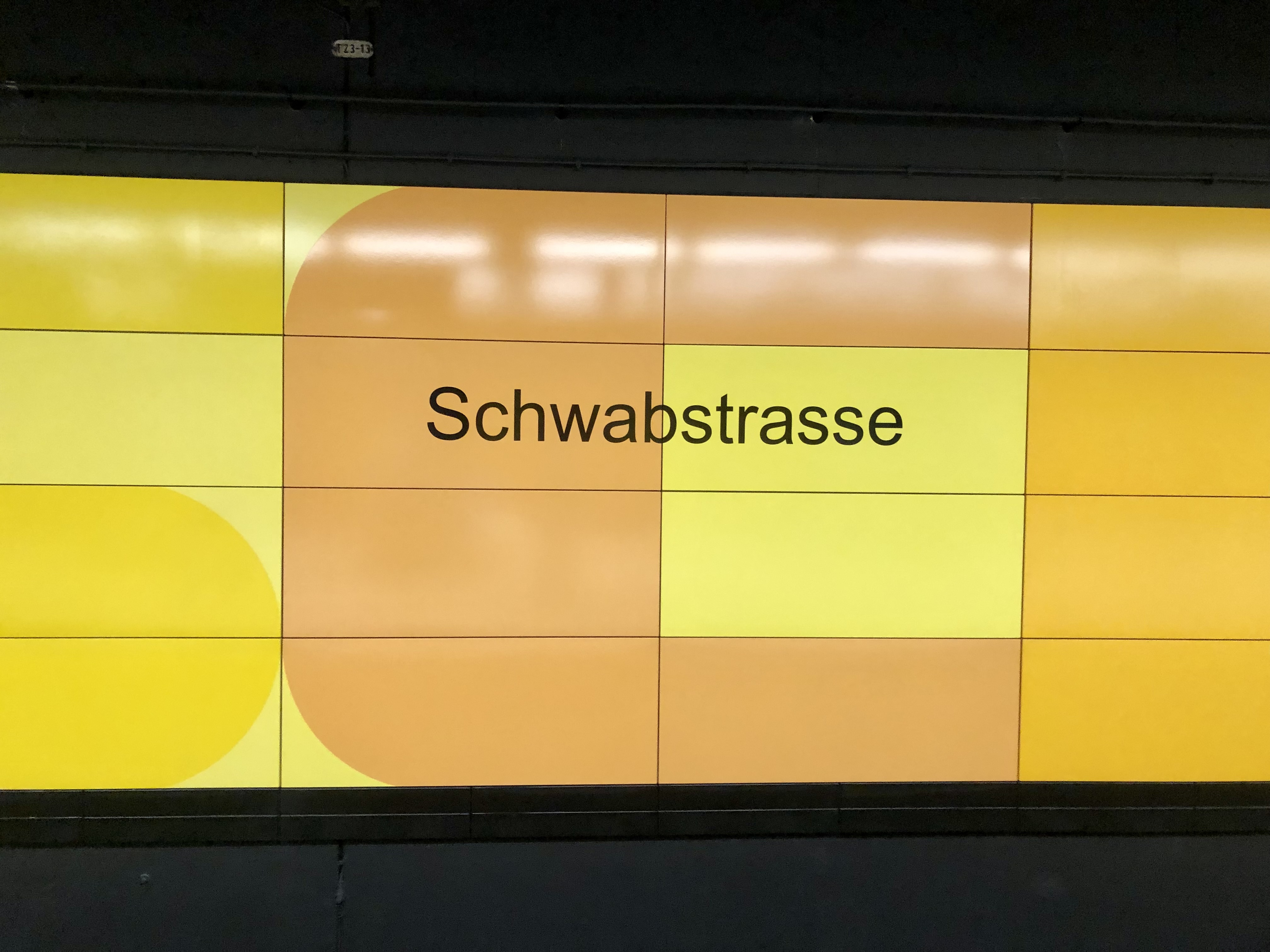
Schwabstraße
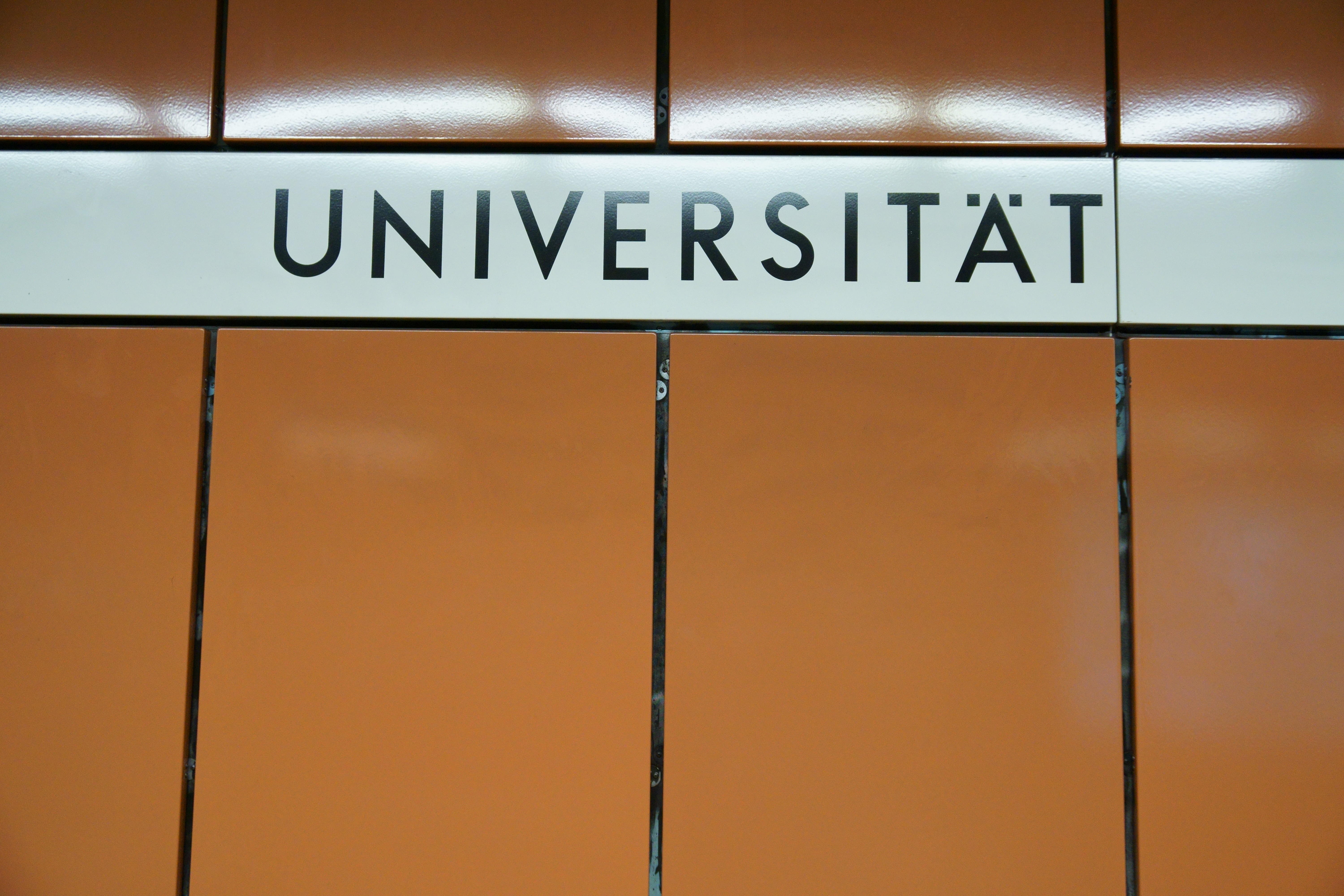
Universität (noch unsaniert)

Die Station Hauptbahnhof (tief) liegt rund 19 Meter unter den oberirdischen Gleisen des Hauptbahnhofs. Die beiden Gleise wurden ursprünglich mit den Nummern 1 und 2 bezeichnet, wurden aber später zu 101 und 102 umbenannt, um eine Verwechslung mit oberirdischen Gleisen des Hauptbahnhofes zu vermeiden. Die Stationen von Hauptbahnhof bis Schwabstraße besitzen durchgehend Mittelbahnsteige, während der Haltepunkt Universität mit zwei Außenbahnsteigen ausgestattet ist. Die Stationen Hauptbahnhof, Stadtmitte, Feuersee und Schwabstraße verfügen über eine Einrichtung der Bahnsteigaufsicht auf dem Bahnsteig.
Alle Stationen haben an beiden Bahnsteigenden Zugänge; die Station Hauptbahnhof (tief) hat zusätzlich zwei Zugänge in der Mitte von der Klett-Passage. Der Zugang von der Klett-Passage erfolgt über Rolltreppen und Treppen. Die Rolltreppen und Treppen überwinden direkt den Höhenunterschied zwischen Klett-Passage (−1) und S-Bahn (−3), ohne die dazwischen liegende Ebene der Stadtbahn Stuttgart (−2) anzuschließen. Um zwischen S-Bahn und Stadtbahn umzusteigen, muss man die Klett-Passage benutzen. Am nordöstlichen Ausgang zur Klett-Passage laufen die Rolltreppen parallel zu den Treppen; links die Treppen, rechts die Rolltreppen. Am südwestlichen Ausgang zur Klett-Passage ist die Rolltreppe durchgehend, während die Treppe einen Absatz aufweist, an dem sie wendet und sich in zwei parallele Treppen aufteilt. Ursprünglich bestand im Nordosten ein weiterer Aufgang, der direkt zur Bahnhofshalle führte. Dieser Aufgang trug die Bezeichnung „zu den Zügen, Gleis 1 – 16“. Dieser wurde im Zuge der Bauarbeiten für Stuttgart 21 am 12. August 2014 geschlossen, seitdem erreicht man die oberen Bahnsteige nur noch über den Ausgang Klett-Passage[veraltet] oder den Aufzug. Am südwestlichen Ende des Bahnsteigs befindet sich ein weiterer Ausgang. Dieser führt in die nahe gelegene Kronenstraße. Die Station Hauptbahnhof (tief) ist weiterhin durch vier Aufzüge erreichbar: der erste führt direkt in die Kopfbahnsteighalle, der zweite führt zum Gleis 1 der darüber liegenden Stadtbahnstation. Die anderen beiden Aufzüge führen jeweils sowohl zur Stadtbahn (Gleis 2/3 bzw. Gleis 4) als auch zur Klett-Passage.
Die Station Schwabstraße enthält die mit rund 37 Metern längste Fahrtreppe der S-Bahn Stuttgart.
Im Sommer 2007 wurden erste Großbildleinwände der Firma Ströer Infoscreen an den Seitenwänden von Stationen Hauptbahnhof (tief) und Stadtmitte montiert, die Werbung, Nachrichten und anderen redaktionellen Inhalt zeigen. 2013 folgten Projektionsflächen an den Stationen Schwabstraße und Universität und seit 2017 befinden sich 7 Projektoren an der Universität, 11 an der Schwabstraße, 4 am Feuersee, 23 an der Stadtmitte und 18 am Hauptbahnhof.
Die Zivilschutzanlagen in der Tiefgarage über der Station Hauptbahnhof und in der Station Stadtmitte werden weiterhin funktionsfähig gehalten (Stand 2006), die Vorwarnzeit, die während des Kalten Krieges mit einigen Wochen angesetzt wurde, wird zurzeit allerdings mit einem Jahr angesetzt.
2013 wurde mit der Umsetzung des ersten Bauabschnitts einer anderthalbjährigen Brandschutzertüchtigung der Stationen begonnen. Die Kosten wurden mit 14 Millionen Euro beziffert. Bei diesen Maßnahmen wurden die Stationen u. a. an die aktuellen Brandschutzvorschriften angepasst und mit Feuerschutztüren versehen.

### Teilsperrung der Stammstrecke
Aufgrund der Bauarbeiten für Stuttgart 21 kam es im Jahre 2010 vorübergehend zu Fahrplanänderungen. Zwischen 1. Mai und 9. August 2010 wurden die Tunnelrampen im Bereich des Hauptbahnhofs umgebaut. Durch die Bauarbeiten wurde der S-Bahn-Verkehr in diesem Bereich eingeschränkt. An neun Wochenenden wurden die Rampen komplett gesperrt, so dass in dieser Zeit kein durchgehender S-Bahn-Verkehr möglich war.
Die S-Bahn-Züge in Fahrtrichtung Stuttgart endeten in dieser Zeit am Hauptbahnhof (oben) (Ausnahme: Linie S4 aus Marbach (Neckar) sowie die Linie S6 aus Weil der Stadt, diese endeten bereits in Feuerbach), in Fahrtrichtung Bad Cannstatt bzw. Nordbahnhof an der Station Hauptbahnhof (tief). Die S1 in bzw. aus Richtung Herrenberg wurde über die Bahnstrecke Stuttgart–Horb umgeleitet. Eine speziell für die Zeit der Sperrung eingerichtete Sonderlinie verkehrte halbstündlich zwischen Hauptbahnhof (tief) und Schwabstraße, um auf diesem Abschnitt einen 10-Minuten-Takt zu ermöglichen.

## Ausblick

### Überlegungen für den weiteren Ausbau
Bei einer mittleren Mindestzugfolgezeit von 2,3 bzw. 2,4 Minuten (Hauptbahnhof–Schwabstraße und Gegenrichtung) wurde auf der Stammstrecke zwischen Hauptbahnhof und Schwabstraße die theoretische Leistungsfähigkeit (ohne Pufferzeiten) Anfang der 1990er Jahre mit 25 Zügen angegeben. Der Belegungsgrad lag bei 93 bzw. 96 Prozent.
Zur Leistungssteigerung der Verbindungsbahn wurden bereits in den 1990er Jahren verschiedene Maßnahmen erwogen. Eine Ausrüstung mit Linienzugbeeinflussung, zwischen Hauptbahnhof und Schwabstraße, würde etwa 150 Millionen D-Mark kosten. Ein zweigleisiger, 3 Kilometer langer Tunnel parallel zur bestehenden Röhre wurde mit rund einer Milliarde DM kalkuliert. Eine Einbindung der S-Bahn in den im Zuge von Stuttgart 21 geplanten Durchgangsbahnhof hätte zu Kosten in der Größenordnung von wenigstens einer halben Milliarde Euro geführt. Aus diesen Überlegungen ging schließlich die im Zuge von Stuttgart 21 geplante Option Nordkreuz hervor, das die Schaffung zentrumsnaher Tangentiallinien vorsieht.
Die berechneten mittleren Mindestzugfolgezeiten mit Linienzugbeeinflussung lagen bei 1,8 bzw. 1,5 Minuten. Bei einer Aufenthaltszeit von 0,5 Minuten an den Stationen sollte damit ein 2-Minuten-Takt mit angemessenen Pufferzeiten ermöglicht werden. Anfang der 1990er Jahre lagen die grob geschätzten Kosten dieser Ausbauvariante bei rund 120 Millionen DM, wovon drei Viertel auf die notwendige Fahrzeugausrüstung entfallen wäre.
Einen Vorschlag, zu prüfen, für bis zu 2,5 Millionen Euro einen langen Blockabschnitt zwischen Österfeld und Universität in zwei Abschnitte zu teilen, um die Betriebsqualität zu verbessern, lehnte der Verkehrsausschuss der Region 2016 ab. Dies sei zwar richtig, aber Aufgabe von DB Netz.

### Modernisierung
Der Brandschutz der Stationen wurde zwischen 2010 und 2016 für rund 30 Millionen Euro verbessert. Noch offen ist die Nachrüstung einer maschinellen Entrauchung an den Stationen Hauptbahnhof und Stadtmitte. Im Rahmen des Programms „Zukunft Bahn“ sollen die Stationen der Stammstrecke sowie der Bahnhof Stuttgart Messe/Flughafen modernisiert werden. Unter anderem sind Blindenleitbeläge vorgesehen. Genaueres sollte im Frühjahr 2016 bekanntgegeben werden. Die Station Hauptbahnhof (tief) sollte nunmehr zwischen Ende 2019 und Ende 2020 für 9 Mio. Euro modernisiert werden.
In den Sommerferien der Jahre 2021 bis 2023 wird der Stammstreckentunnel voll gesperrt, um notwendige Sanierungsarbeiten vorzunehmen. Dies betrifft den Abschnitt zwischen Universität und Hauptbahnhof. Während der Bauphasen werden die S-Bahn-Züge über die Bahnstrecke Stuttgart–Horb umgeleitet, oder die Linien verkürzt. Im Dezember 2020 wurde die Bauausführung für das Projekt „Licht + Farbe Stuttgart, Revitalisierung“ für die Stationen Stadtmitte, Feuersee, Schwabstraße und Universität ausgeschrieben. In den Sommerferien 2021 wurden u. a. Bodenbelags- und Malerarbeiten durchgeführt. Die Stationen werden auch barrierefrei ausgebaut und erhalten dazu ein taktiles Wegeleitsystem sowie Brailleschriftfelder. In den Sommerferien 2021 wurden unter anderem Weichen und Mobilfunk-Repeater erneuert und in den Stationen Hauptbahnhof und Stadtmitte ein neuer Bodenbelag eingebaut. In die Modernisierung der Stationen, in den Jahren 2021 und 2022, werden 32 Millionen Euro investiert. Im Rahmen der Sperrung 2023 wurden unter anderem zahlreiche Elemente der Leit- und Sicherungstechnik eingebaut. 2024 sind 24 verschiedene Baumaßnahmen erfolgt. Eine weitere Sperrung ist vom 26. Juli bis 5. September 2025 vorgesehen. Dabei sollen Maßnahmen von Stuttgart 21 und der DB Projekt Stuttgart–Ulm GmbH sowie der DB InfraGO AG umgesetzt werden.
Die gesperrten Stationen wurden während der Sperrung mit einem Schienenersatzverkehr bedient und Umleitungslinien eingerichtet. In den Jahren 2021 bis 2023 kam es dabei jeweils zu erhöhtem Radverschleiß an den Zügen der Baureihe 430, in dessen Folge der Umleitungsverkehr eingeschränkt wurde. Als Ursache galten auf der bis 2022 im Ersatzverkehr durch S-Bahnen befahrenen Panoramabahn der Bahnstrecke Stuttgart–Horb zunächst enge Radien und eine aus technischen Gründen und wegen fehlender Ersatzteile außer Betrieb stehende stationäre Schmiereinrichtung, die bis 2022 repariert wurde. 2022 und 2023 wurde auch die enge Kurve im Flughafentunnel dafür verantwortlich gemacht, die nun einen größeren Anteil an der Gesamtstrecke der Flughafenlinie hatte und deren Gleise im Jahr 2023 erneuert wurden.
Im Rahmen einer von Region Stuttgart und Land finanzierten Machbarkeitsstudie wurde geprüft, inwieweit die vier Stationen der Stammstrecke mit zusätzlichen Außenbahnsteigen nachgerüstet werden können. Dies wurde als bautechnisch sehr aufwendig bewertet, die Kosten sollen 50 bis 100 Millionen pro Station betragen. Aufgrund von Konflikten mit vorhandener Bebauung stünde an den Verkehrsstationen Stadtmitte und Schwabstraße die grundsätzliche Machbarkeit in Frage. Mitte November 2017 lehnte der VRS-Verkehrsausschuss eine solche Lösung einhellig ab.

### Stuttgart 21, Ausrüstung mit ETCS

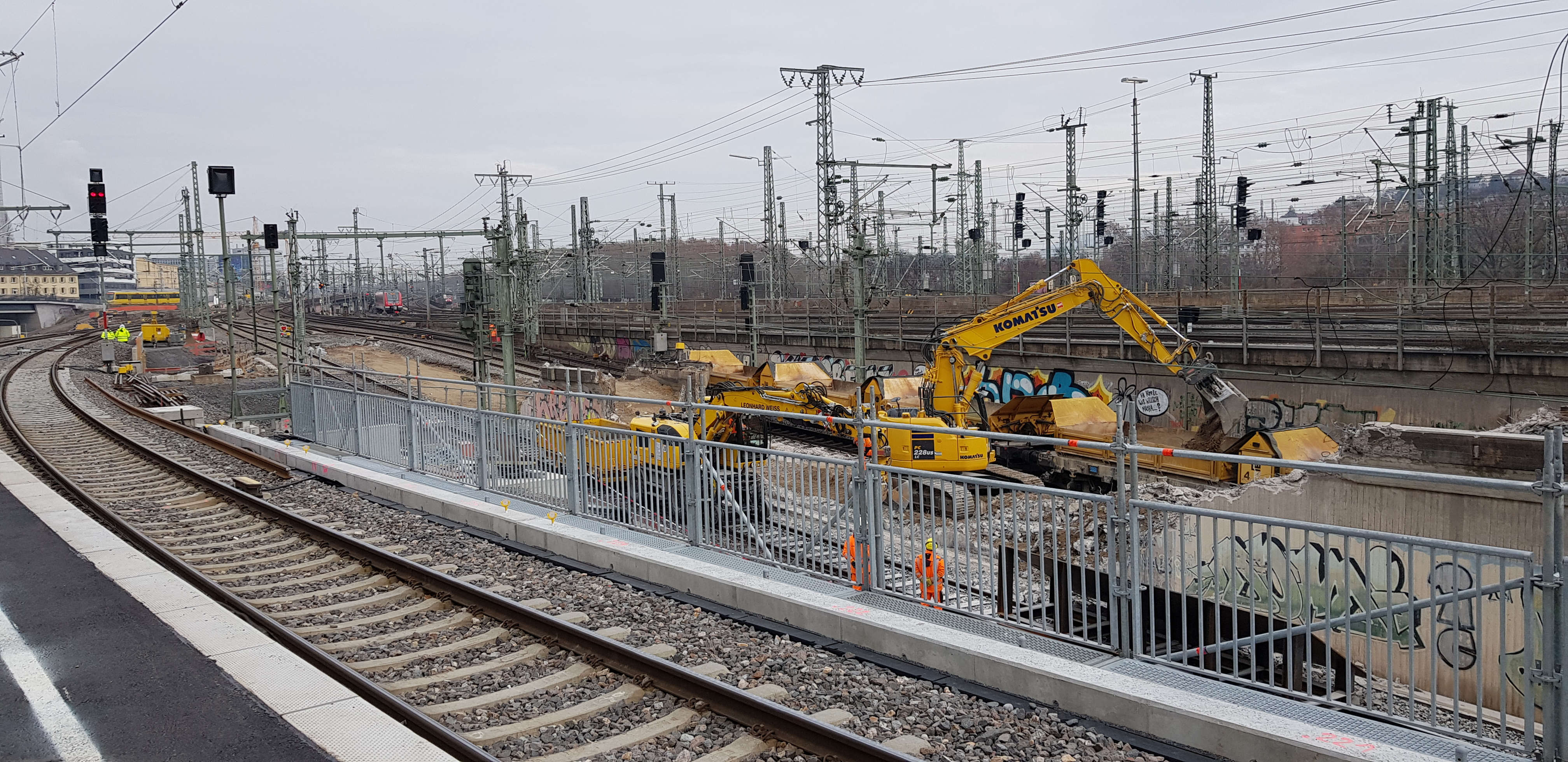
Rückbau des „Pilzgleises“ im Gleisvorfeld des Hauptbahnhofs im Januar 2019

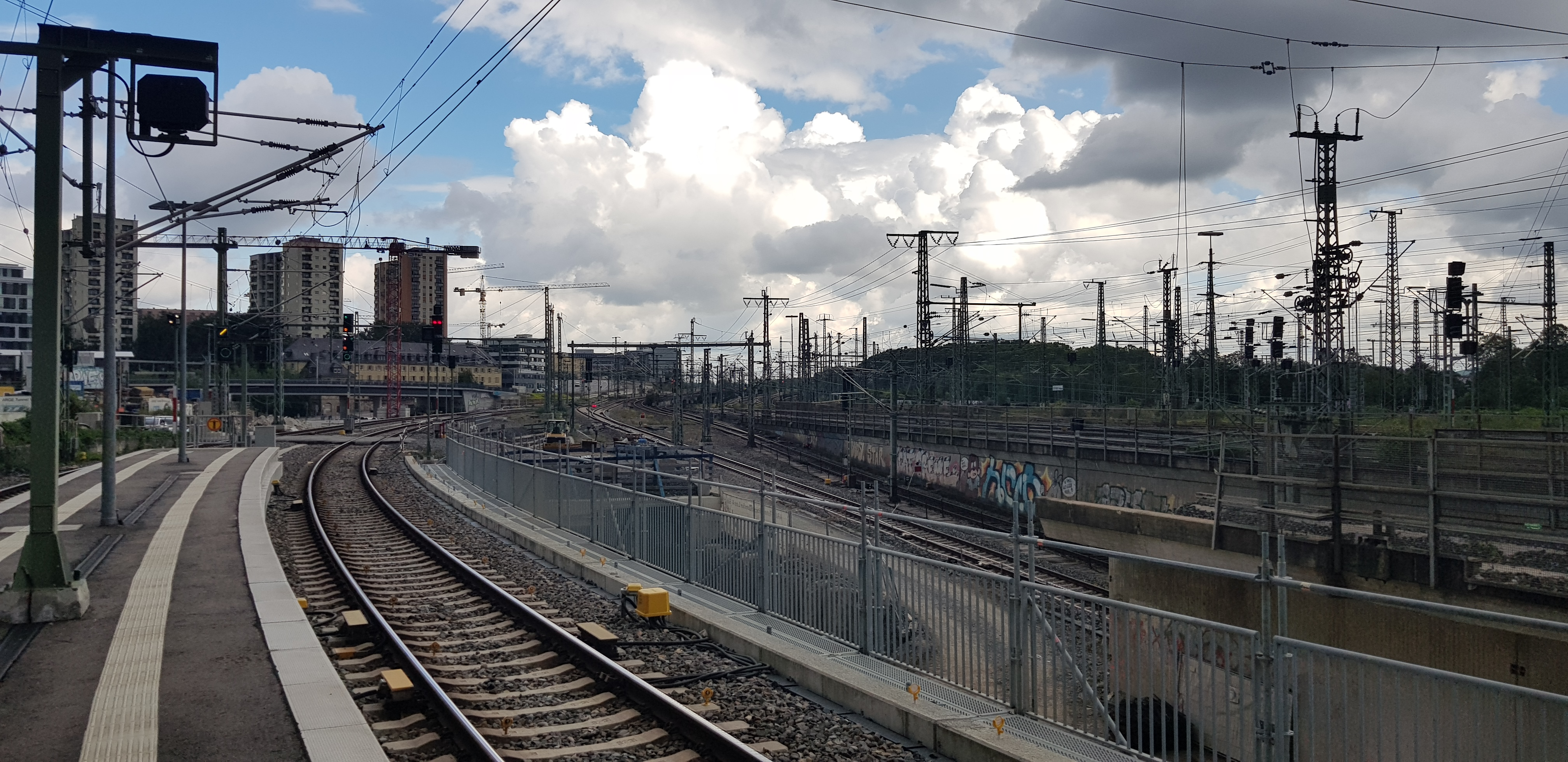
Nur noch zweigleisige Zuführung im September 2021, während einer Sperrung für Sanierungsarbeiten. Zwischen den beiden Gleisen der Stammstrecke und dem Bahnsteig des Kopfbahnhofs entsteht der verlängerte S-Bahn-Tunnel von Stuttgart 21.

In Zusammenhang mit dem Bahnprojekt Stuttgart 21 wird die S-Bahn-Trasse zwischen dem Hauptbahnhof, dem Bahnhof Bad Cannstatt und dem Nordbahnhof neu trassiert. Im Einzelnen bedeutet das:
- Neubau einer Tunneltrasse in offener Bauweise vom Hauptbahnhof zur neuen S-Bahn-Station Mittnachtstraße
- Neubau einer (zweigleisigen) S-Bahn-Station Mittnachtstraße in Troglage zwischen Hauptbahnhof und Nordbahnhof bzw. Bahnhof Bad Cannstatt.
- Neubau des Rosensteintunnels zwischen S-Bahn-Station Mittnachtstraße und Neckarbrücke Bad Cannstatt
- Neubau der Eisenbahnbrücke über den Neckar
- Tieferlegung der Bestandstrasse zwischen Nordbahnhof und Mittnachtstraße

Der Bauauftrag für den rund 500 m langen Tunnelabschnitt zwischen Hauptbahnhof und Wolframstraße wurde ausgeschrieben. Die Realisierung soll zwischen August 2017 und März 2020[veraltet] erfolgen. Die Arbeiten sollten 2018 beginnen und dabei auch die Brücke über die Baustraßen-Brücke über die Wolframstraße abgerissen werden.
Die Stammstrecke soll mit ETCS ausgerüstet und damit Leistungsfähigkeit und Betriebsqualität verbessert werden. In einem ersten Schritt soll das Zugangebot zwischen Schwabstraße und Vaihingen von 12 auf 16 Züge pro Stunde angehoben werden. Im Zuge der ETCS-Einführung wird auch eine Anhebung der zulässigen Geschwindigkeit zwischen Hauptbahnhof und Schwabstraße auf 80 km/h, auf 100 km/h von der Universität zur Schwabstraße sowie zwischen Hauptbahnhof und Mittnachtstraße empfohlen. Hierfür lag Ende 2022 eine Vorplanung vor. Die ETCS-Ausrüstung soll „ohne Signale“ erfolgen. Die DB beabsichtigt nach eigenen Angaben, den 150-Sekunden-Takt um die Hälfte zu verkürzen. Angestrebt werde eine Erhöhung der Leistungsfähigkeit in Spitzenstunden von 24 auf zunächst mindestens 30 Trassen „bei wirtschaftlich-optimaler Betriebsqualität“ an. Die Mindestzugfolgezeit solle „auf das mögliche Minimum“ reduziert werden. Laut Bahnangaben sollen auf der Strecke „Deutschlands schnellstes Stellwerk“ in Verbindung von bis zu 30 m kurzen Blockabschnitten im Vergleich zu anderen deutschen S-Bahn-Strecken kürzere Zugfolgezeiten erreicht werden. Unter anderem wurden die Verarbeitungszeiten von Stellwerk und RBC in den für die Leistungsfähigkeit der Strecke entscheidenden Fällen (Teilzugstraßen ohne Weichen) von zuvor elf auf zwei Sekunden reduziert. Daneben sei auch die fahrzeugseitige Verarbeitungszeit verkürzt und die Lokalisierung wesentlich verbessert worden. Laut Angaben von 2022/2023 seien durch verschiedene weiterführende Optimierungen rund 35 Prozent kürzere Zugfolgen möglich, mit weiter fallender Tendenz. Die Frage sei nicht mehr, ob die langfristig gewünschte 100-Sekunden-Zugfolge in der Leit- und Sicherungstechnik umgesetzt werden könne, sondern „nur“ noch wie. Eine 2023 durch das Land Baden-Württemberg vorgelegte Analyse geht längerfristig von 30 Zügen pro Stunde und Richtung in der Spitzenstunde aus. Die mit dem Digitalen Knoten Stuttgart versprochene Kapazität von bis zu 36 Zügen pro Stunde und Richtung werde nicht ausgereizt, um die Betriebsqualität zu verbessern.
In den Jahren 2022 und 2023 sollten die für ETCS notwendigen Komponenten eingebaut werden.[veraltet] Die Inbetriebnahme sollte im Sommer 2025 erfolgen, der teilautomatisierte Betrieb mit Triebfahrzeugführer (ATO GoA 2) etwa ein Jahr später. Unter anderem sollen rund 500 Achszählpunkte für 230 Gleisfreimeldeabschnitte, 80 ETCS-Halttafeln und 120 Blockkennzeichen aufgebaut werden. Darauf aufbauend sollen mit mikroskopisch optimierter Blockteilung und optimierten Laufzeiten (mit Langzügen) Mindestzugfolgezeiten von rund 100 Sekunden erreicht werden. An noch weiter verkürzten Zugfolgen wird gearbeitet. Im Juli 2021 beschloss der VRS, DB Netz mit einer Untersuchung zur Ausweitung des S-Bahn-Angebots nach Inbetriebnahme von Stuttgart 21 zu beauftragen. Mittelfristig nach Inbetriebnahme des neuen Hauptbahnhofs sind 30 Züge pro Stunde vorgesehen, langfristig 36. Zu der zunächst für September 2025 geplanten Inbetriebnahme von ETCS waren zunächst weiterhin 24 Züge pro Stunde und Richtung geplant. Eine Untersuchung, wie die durch Digitalisierung gewonnenen verkürzten Mindestzugfolgezeiten in sinnvolle Fahrplankonzepte umgesetzt werden können, stand Anfang 2023 noch aus. Im März 2024 kündigte die DB an, die S-Bahn-Verlängerung über die Mittnachtstraße aufgrund eines „Verzugs bei der Generik für das Digitale Stellwerk“ erst 2026 in Betrieb zu nehmen. Im Juni 2024 wurde diese Angabe auf September 2026 präzisiert. Ein Jahr später wurde die Inbetriebnahme auf Juli 2027 verschoben.
Die Strecke ist zukünftig Teil des Stell- und RBC-Bereichs S-Bahn, das von einem in Waiblingen entstehenden Bedien- und Technikstandort gesteuert werden soll.
Nach der 2023 vorgelegten Entwurfsplanung wird mit Gesamtkosten von rund 7,4 Millionen Euro gerechnet. Die Inbetriebnahme ist für Ende 2026 geplant.
Der S-Bahn-Kernbereich, zwischen Mittnachtstraße und Österfeld, soll im Rahmen der ETCS-Ausrüstung betrieblich zu einem rund 11 km langen Bahnhof „Stuttgart Hbf (S-Bahn)“ werden, um die Auswirkung von Störungen zu begrenzen.
Der VRS beschloss am 22. April 2020, eine Planung (Leistungsphasen 1 bis 4) für zwei zusätzliche Weichenverbindungen nördlich der Station Österfeld zu beauftragen.

### Sanierung und Ausbau
Von Ende 2017 bis 2020 erfolgten Sperrungen der Tunnelrampe am Hauptbahnhof infolge der Verlängerung des Tunnels der Verbindungsbahn. In den Sommerferien 2019 wurden deswegen einige S-Bahn-Linien temporär unterbrochen oder Sonderlinien eingerichtet.
In den Jahren 2021 bis 2027 wurde bzw. wird die Stammstrecke zwischen Hauptbahnhof (tief) und Stuttgart-Vaihingen für jeweils etwa sechs Wochen gesperrt, um sicherheitstechnische Anlagen und technisch-betriebliche Ausstattung nachzurüsten bzw. zu erneuern sowie Gleise und Weichen auszutauschen und alle Stationen zu renovieren.